# Római irodalom

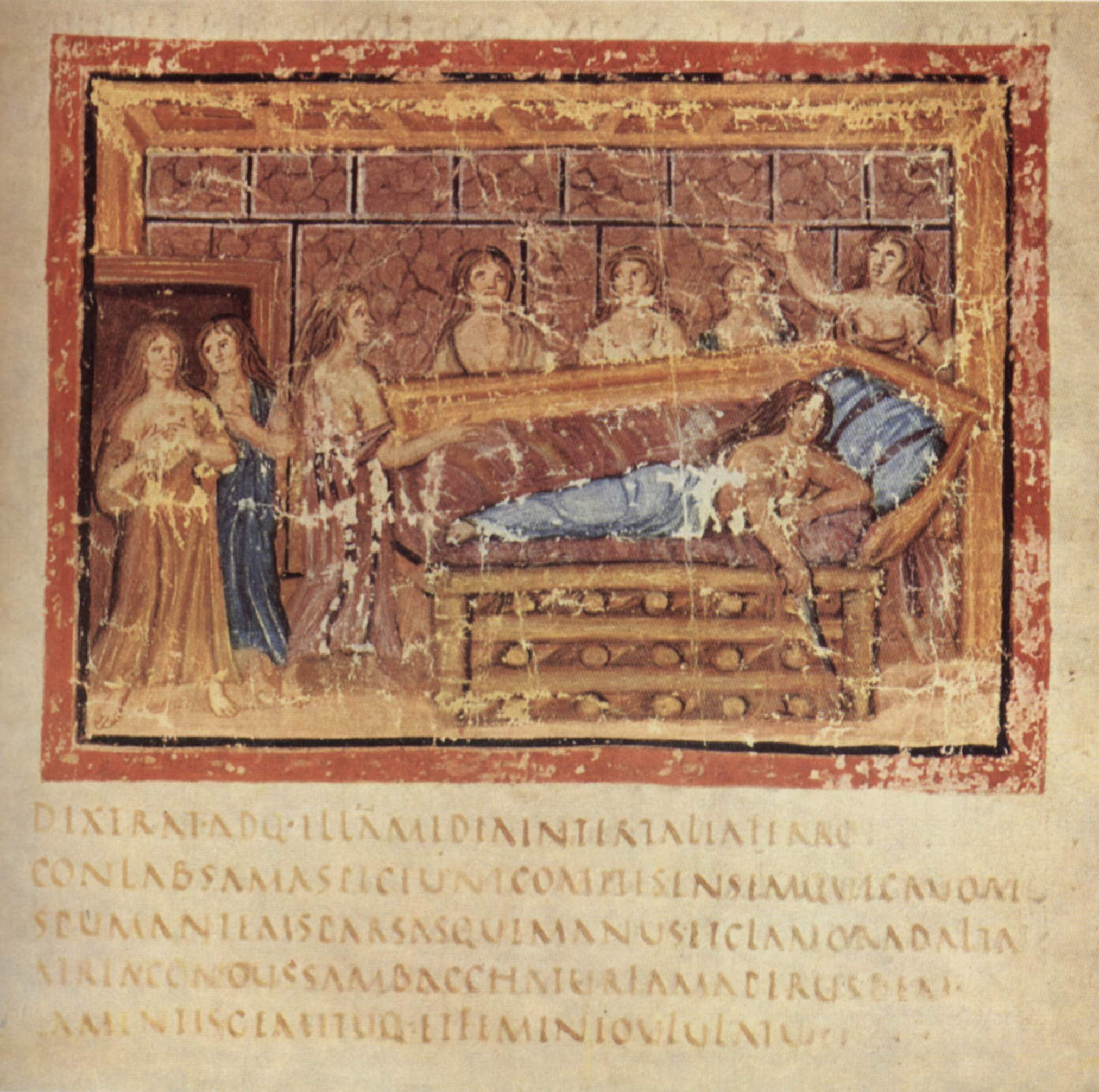
Vergilus Aeneis című munkájának első oldala a Vatikáni Apostoli Könyvtárban őrzött 5. századi kódexből

A római irodalom vagy ókori latin irodalom alatt a Róma alapításától (Kr. e. 753) a Nyugatrómai Birodalom bukásáig (476), vagy kissé tágabban értelmezve a longobárdok Itáliába való betöréséig (568) a római állam határain belül keletkezett irodalmat értjük. A római irodalom és a latin irodalom egymással nem keverendő fogalmak, az utóbbi ugyanis magába foglalja az előbbit, de azon kívül a kezdettől mindmáig latin nyelven írott munkákat és szerzőiket is, függetlenül azok nacionáléjától (ez tehát egy nyelvi szempontú merítés).
A római irodalomhoz tartoznak azok a munkák, amelyeket római szerzőjük nem latin, hanem görög nyelven írt, például az első annalista történetíró, Fabius Pictor írásai, később Marcus Aurelius vallomásai, illetve Fronto görög nyelven írott levelei.
A római alkotók nem feltétlenül Rómában születtek, Ennius italicus származású, Terentius Afrikában született, a későbbi századokban pedig még több író származott az Itálián kívüli provinciákból. Tartalmilag a római irodalom fogalma sokkal tágabb, mint a mai értelemben vett szépirodalom, az ókorban ugyanis bizonyos tudományokat tárgyaló szakkönyveket is a szépirodalomhoz sorolták, például a történelmi, filozófiai, retorikai munkákat.
A latin nyelvű keresztény irodalom, amely a 2. század végén jelentkezik először, speciális helyet foglal el a római irodalomban. Ez az irodalom átvette és közvetítette a klasszikus római irodalom nyelvét, műfajait, egyéb hagyományait, bár a keresztény tartalomnak megfelelően átformálva, például Minucius Felix „Octavius”-a már átveszi a hagyományos dialógusformát, Tertullianus „Apologeticum”-a a törvényszéki beszédek formáját, stb. A római irodalom sajátosan közösségi jellegű irodalom: a latinok, szabinok, illírek stb. összeolvadásából keletkezett nép irodalma. A Kr. e. 7–6. századra tehető az első irodalmi emlék létrejötte, a római naptáré, amelyben latin, szabin, etruszk és görög istennevek találhatóak.

## A római irodalom szakaszai
A római irodalomban az alábbi nagy korszakok különíthetőek el:
1. Az archaikus korszak kezdete (a királyok kora és a köztársaság első századai a pun háborúk befejezéséig: Kr. e. 753 – Kr. e. 240)
2. Az archaikus irodalom virágkora (az ifjabb Scipio haláláig: Kr. e. 240 – Kr. e. 129)
3. A Gracchusok kora (a latin irodalmi nyelv kialakulásának korszaka, a nyelvi normák kialakulása a grammatika és retorika oktatásának hatására Sulla haláláig: Kr. e. 129 – Kr. e. 78)
4. A római próza aranykora (a polgárháborúk kora, Cicero haláláig, a neoterikusok mozgalma: Kr. e. 78 – Kr. e. 43)
5. A költészet aranykora (Augustus haláláig: Kr. e. 43 – Kr. u. 14)
6. Az ezüstkori irodalom (Traianus haláláig: 14 – 117)
7. Az archaizálók kora (Hadrianus trónra lépésétől Marcus Aurelius haláláig: 117 – 180)
8. A pogány római irodalom válsága (a keresztény irodalom kezdetei, a birodalom válsága, katonacsászárok, keresztényüldözések, a tetrarchia kialakulása; Commodustól Nagy Konstantin trónra lépéséig: 180 – 306)
9. A latin nyelvű keresztény irodalom virágkora (egyben a pogány restauráció irodalma, Nagy Konstantintól Nagy Theodosius haláláig: 306 – 395)
10. A római irodalom felbomlásának korszaka (a klasszikus latin nyelvi normák felbomlása, a Nyugatrómai Birodalom bukásáig, illetve a longobárdok betöréséig: 395 – 568)

## Az archaikus korszak kezdete (Kr. e. 753 – Kr. e. 240)
Az archaikus korszak története a külső háborúk és belső villongások szakadatlan láncolata. Ehhez képest az ifjúság nevelésében is csak a polgári és hadi erények beoltására törekedtek. A kultúra főleg a jogi ismeretekre terjedt ki, a szellemi tevékenység pedig a vallás gyakorlatában nyilatkozott. A patriciusoktól féltékenyen őrzött törvények lassan közkincsek lettek, és a törvények magyarázatában és alkalmazásában számos plebejus (P. Sempronius, a Bölcs, és Tiberius Coruncanius, az első plebejus pontifex maximus) éppen annyira jeleskedett, mint maguk a patriciusok. Utóbbiak közül származott Appius Claudius Caecus (Kr. e. 340–Kr. e. 273), akinek a De usurpationibus című jogi művet tulajdonítják. Annak nyomai, hogy Róma összes kultúráját az első öt században a jogtudományok teszik, a latin irodalom minden ágában meg is látszanak; mert azon emelkedett, a közönségesnél magasabb erkölcsi felfogás, mely a latin sajátos jellege, a jogtudományok kultúrájának következménye volt.

### Költészet
Ellentétben a görögök eszményi mitológiájával, amely a görögöknél a filozófia és a költészet (epikus, lírai és drámai költészet)
gazdag forrásává lett, a rómaiak vallása inkább csak a liturgiára szorítkozott és beérte azzal, hogy az istenségek fogalmait megalapítva, a szertartások szabályait és az imádságok szövegét kodifikálta. Ezért vallásos énekei (carmina saliaria, carmen fratrum Arvalium stb.) általában minden költői ihletet nélkülöznek. Ellenben a költészetnek némi nyomaira akadunk a földművelők dalaiban, amelyek közül egyet (carmen rusticum) a késői időkben Sextus Pompeius Festus, Servius Maurus Honoratus és Macrobius is feljegyeztek. A versmérték saturnius, gyakori alliterációval, amelyben hosszabb és rövidebb sorok váltakoznak, minden szabály nélkül. Az ősi latin költészetnek patricius és plebejus fajai voltak; az elsőkhöz tartoznak a lakomás énekek (carmina convivalia), amelyeket kezdetben maguk a nemes ifjak énekeltek; dicsérő énekesekvoltak a halotti dalok (neniae) is, amelyeket később fizetett sirató asszonyokra (praeficae) bíztak és egészen megvetettek. A tulajdonképpeni plebejus vagy népies költészet írott emlékekben nem maradt fenn. Korán divatba jöttek a diadalénekek (carmina triumphalia) is, amelyeket a katonák, meg a fescennini dalok, amelyeket a bortól részeg szüretelő parasztok énekeltek. A népköltés másik faja volt a satura (értsd: lanx, vagyis tele tál), amely a színjátékokból (ludi scenici) fejlődött ki és csak az egységes cselekmény hiányzott, hogy valóságos drámává legyen.

### Próza
Prózai irodalomról ebben korban még nem igen lehet szó, noha a nevezetesebb eseményeket, békekötést, szerződéseket stb., már ekkor márvány- vagy bronz-oszlopokba szokták vésni, sőt a törvényeket is igy örökítették meg. A királyok könyvei (commentarii regum) már különféle feljegyzéseket tartalmaznak; a pontifexek kollegiumától vezetett könyvek (indigitamenta) már valóságos kalendáriumok voltak, és ezekhez lehet számítani a dealbata táblákat, amelyek később (Róma VII. századában) annales maximi név alatt voltak ismeretesek. A
papokon kívül a közhivatalok is vezettek évkönyveket; a tabulae censoriae a római polgárok statisztikai adatait tartalmazták, a libri lintei (mert részben vászonból voltak) a hivatalnokok névsorát foglalták magukban. Az ékesen szólásnak szintén akadunk nyomaira a gyászbeszédekben (laudationes); híres volt a vak Appius Claudius szenátor beszédje is Pürrhosz épeiroszi király békeajánlatai ellen.

## Az archaikus irodalom virágkora (Kr. e. 240 – Kr. e. 129)
Ez az időszak a hódító háborúk kora volt, amelyben a folytonos érintkezés az idegen népekkel a kozmopolitizmusra vezetett. A közéletben a törvények tisztelete megcsökkent, a vallás erkölcsi hatalma megszűnt; de mialatt a köztársasági virtus elkorcsosult, addig a római szellem, a görög kultúra hatása alatt, a tudomány, költészet és művészet felé fordult. Akadtak ugyan konzervatívok is, akik hevesen kikeltek a görög műveltség és a nemzeti szellem elkorcsosulása ellen, de az új áramlatnak már nem lehetett gátat vetni.

### Költészet
E korszak költőinek sorát a görög származású Livius Andronicus (Kr. e. III. sz.) nyitja meg, akinek görög mintaképek után írt, vagy fordított tragédiái közül az elsőt Kr. e. 240-ben adták elő. Ő volt az, aki latin nyelvre fordította Homérosz Odüsszeiáját is. Naevius (Kr. e. 270–Kr. e. 201) római tárgyú tragédiáját a színészek bíborral szegélyzett tógában játszották (innen műfaja: fabulae praetextae), ellentétben vígjátékaival, amelyeket palliumba öltözött mimusok adtak elő (műfaja ezért palliatae). Naevius legbecsesebb műve a Bellum Punicum („A pun háború”), az első pun háború történeti eposza, amelynek úgy megválasztásában, mint kidolgozásában Naevius valódi rómainak mutatkozik. A hőskölteményből merítette később Vergilius részben az anyagot Aeneiséhez (Róma alapítása mellett az epizódokat is); és a fennmaradt kevés Naevius-töredék igazolja a latin kritikusok azon egyhangú elismerését, amellyel Naevius művészetének adóztak. Plautus (Kr. e. 254–Kr. e. 184) volt a vígjátékíró volt; műveinek száma 21 (mások szerint száz is több), amelyeknek tárgyát görög színműíróktól kölcsönözte. Ennek dacára annyira rá tudta nyomni műveire római jellegének bélyegét, hogy jelenteiben megelevenülve látjuk a kor Rómájának társadalmi életét és erkölcseit. Plautus kortársa volt Quintus Ennius (Kr. e. 239–Kr. e. 168), akinek fő műve, a 18 könyvből álló Annales az első eposz, amelyet római költő időmértékes (hexameter) versben írt. Ennius unokaöccse, Pacuvius (Kr. e. 220–Kr. e. 130) 12 (nagyrészt a görög Szophoklésztől kölcsönzött) tragédiájából mindössze 400 sornyi töredék maradt fenn; de ezekből is látszik, hogy görög mintáit nem szolgailag utánozta. Statius Caecilius (Kr. e. 220–Kr. e. 167) 40 vígjátékának csak a címe és kisebb töredékei ismertek. A korszak többi vígjátékíróját hamar elfeledték Terentius (Kr. e. 185–Kr. e. 159) föllépésével. A mindössze 26 éves korában elhunyt költő teljesen a görög kultúra hatása alatt állott; darabjainak (Andria [„Az androszi leány”], Hautontimorumenos [„Az önmagát kínzó”], Adelphoe [„A testvérek”]) alakjai nem annyira túlzottak és markánsak, mint Plautuséi, de határozatlanabb körvonalaikban is természetesebbek és az általános ember fogalmának jobban megfelelnek. Terentius egyik kortársa, Titinius (Kr. e. II. sz.) vígjátékaiban inkább a középosztály, a köznép, és a plebs életét vitte a színpadra. A többi vígjátékírót legtöbbnyire csak a nevük után ismerjük. Megállapítható ezek után, hogy Róma hatodik századában a költészetnek különösen két ága virágzott: a drámai és az epikai. Az első kizárólag görög jellegű műfaj volt és maradt; az epikai költészet ellenben csakhamar nemzeti köntösbe öltözött, mert római eseményeket énekelt meg. Három különböző versmérték (a saturnius, comicus, epicus) volt kedvelt és fejlődött ki ebben a korban; a saturniusok első fele jambusi, második fele trocheusi lejtésű; a drámai költők jambusait gyakran nem lehet tisztán kiérezni, mert a ritmus sokszor a köznép hibás kiejtéséhez alkalmazkodik; a hexameter ellenben formailag is tökéletesebb és biztosabb volt.

### Próza

#### Történetírás
Miután a korszak elején a történetírás a költészet feladata lett; később pedig a latin szerzők, prózában ugyan, de az egyetlen Cato kivételével, görög nyelven írták a történelmi műveiket és ez a szokás Róma hatodik századának végéig fennmaradt. Quintus Fabius Pictor (Kr. e. II. sz.) görög nyelvű művében Róma történetét írta meg a város alapításától koráig. Könyvéről – akárcsak Publius Cornelius Scipio (Kr. e. 235–Kr. e. 183) annaleseiről – csak annyit tudni, hogy léteztek. Az első valódi római történetíró Marcus Porcius Cato (Kr. e. 234–Kr. e. 149) volt (műve: Origines [„Kezdetek”]), aki azonban szintén az annalisták száraz, kritikátlan rendszerében írt. A többiek közül említésre méltó Caius Calpurnius Piso (Kr. e. II. sz.), a Gracchusok hírhedt ellensége.

#### Szónoklat
A szónoklatot ekkoriban már nagy előszeretettel művelték, de történetéről keveset tudni. Nevezetes szónok volt Fabius Cunctator és Quintus Caecilius Metellus, Publius Licinius Crassus pedig „dives” („isteni”) melléknevet is kapott. Mindnyájukat felülmúlta a történetírásból már ismert Cato, akinek töredékben fennmaradt beszédeit szónoki hév, ritka dialektika és a kifejezés ereje jellemzi.

#### Nyelvészet
A nyelvészet terén a görög Kratész idézett elő nagyobb mozgalmat, de ennek eredménye már csak a következő korszakban mutatkozik.

#### Filozófia
A görög filozófiai áramlatok közt legtöbb követőre talált a sztoa bölcsészete, amelyet a rodoszi Panaitiosz honosított meg.

#### Természettudományok
A természettudományokat kevesen művelték, de ezek közt ismét messze kimagaslott Cato, akinek ritka tudományát és nagy elméjét később Cicero is lelkesen magasztalta.

#### Jogtudomány
A jogtudomány terén elsőnek tűnt ki Sextus Aeilius Catus (Kr. e. II. sz.), aki összegyűjtötte az úgynevezett 12 táblát (Tripertita) és egy perrendtartást (legis actio) dolgozott ki. Híres jogász volt Scipio Nasica (Kr. e. 230–Kr. e. 171) is, akit a szenátus optikus néven tisztelt, de legnagyobb névre jutott Marcus Porcius Cato Licinianus (Kr. e. 192–Kr. e. 152), az idősebb Cato fia. Cicero említi Mucius Scaevolát (Kr. e. 140–Kr. e. 82), aki ezenfölül nagy szónok is volt.

## Róma hetedik százada (Kr. e. 129 – Kr. e. 43)
- Egyesek két részre bontják:
  - A Gracchusok kora (Kr. e. 129 – Kr. e. 78)
  - A római próza aranykora (Kr. e. 78 – Kr. e. 43)

Róma hetedik százada volt a leggazdagabb azokban a fontos eseményekben, amelyek a köztársasági kormányforma bukását lassan előkészítették. Az erkölcstelenség és a korrupció e században fokozatosan nagyobb arányokat öltött; a családi kötelékek megszűntek, amikor a szenvedélyeknek útjában álltak; a vallási érzék az idegen kultúra következtében különben is szkeptikus rómaiakból teljesen kihalt, csak a plebs fanatizmusa és babonái tartották még magukat. A görög műveltség ellenben mind jobban terjedt, és nemsokára a művelt névre csak az tarthatott számot, aki a görög
nyelvet is épp olyan jól beszélte, mint a latint. Ennek első eredménye az volt, hogy megsokasodtak az iskolák, és a görög nyelvű intézetek mellett nemzeties (rhetores latini) iskolák is létesültek, amelyeket a bennük űzött erkölcstelenségek miatt a feljegyzések szerint be kellett zárni. Sokan, hogy műveltségüket és tanulmányaikat betetőzzék, utazásokat tettek Görögországban, ahol (Athénben, Rodoszban stb.) tovább tanulták a szónoklatot és a filozófiát.

### Költészet

#### Dráma
A költők sorából első ebben korban Lucius Accius (vagy Attius, Kr. e. 170–Kr. e. 84), akinek 45 tragédiájából csak töredékek maradtak fenn; két praetextán kívűl írt még tankölteményeket és egy annalest is, epikus versmértékben. Utána a római dráma lehanyatlott, bár ekkor éltek a legkiválóbb színészek (legnevezetesebb Roscius [Kr. e. 125–Kr. e. 62]); ellenben a togatae és az atellanae (Campaniából) kedvelt műfajok lettek; az elsőt főleg Quinctius Atta (?–Kr. e. 77) és Lucius Afranius (Kr. e. I. sz.) művelték, a másodikat Novius (Kr. e. I. sz.) és Lucius Pomponius (?–Kr. e. 85) emelték az irodalmi műfaj magaslatára. Ugyanebben az időben keletkezett a szatirikus bohózat is, amelyet a mimusok adtak elő. Köztük híres volt Decimus Laberius (Kr. e. 105–Kr. e. 43) és Publilius Syrus (Kr. e. 85–Kr. e. 42), akiknek játékversenye eseményszámba ment Rómában.

#### Epika
A kor epikus költészete kevés kivétellel a történeti énekek színvonalán állt, és leginkább az egykorú eseményeket dolgozza fel. Furius Antias (Kr. e. I. sz.), Ostius (Kr. e. I. sz.) és Furius Bibaculus (Kr. e. 73–?) műveiből (Bellum Gallicum [„A gall háború”]) alig ismerni valamit; Cicero megénekelte saját konzulátusát, testvére, Quintus Tullius Cicero (Kr. e. 102–Kr. e. 43) pedig Iulius Caesar britanniai hadjáratáról írt. Varro Atacinus (Kr. e. 82–Kr. e. 35) a sequani (Bellum sequanicum) háborút énekelte meg.

#### Mitologikus költészet
A görög műveltség terjedésével az alexandriai költők iskolája talált utánzókra, és megteremtette a mitologikus költői beszélyt, amelynek művelésében kitűnt Licinius Macer Calvus (Kr. e. 82–Kr. e. 47) és Caius Helvius Cinna (Kr. e. 85–Kr. e. 44), illetve Catullus, akinek ilyen tárgyú költeményeit sokan a latin irodalom legszebb gyöngyeinek tartják.

#### Szatíra
Egészen új műfaj, és a római szellem eredeti alkotása az ebben a korban megjelent szatíra, amelyet a nemes származásu Gaius Lucilius (Kr. e. 180–Kr. e. 103) teremtett meg maró gúnyolódásának élét még növelte az, hogy ő maga mindig szerény és tisztességes életét élt. Követője volt a már említett Varro, aki szatíráit részben versben, részben prózában írta meg.

#### Tanító költészet

Lucretius De rerum naturajának 1620-as kiadása

A tanító költészetnek szintén számos művelője akadt. Porcius Licinus (Kr. e. I. sz.) a költészetről és a költőkről (De poetis) írt; Cicerónak Limon című tankölteménye ugyanezt a témakört tárgyalta. A kozmogóniával Valerius Cato (Kr. e. I. sz.), a kozmográfiával Varro Atacinus foglalkozott. A korszak legkiválóbb filozófiai költője Titus Lucretius Carus (Kr. e. 99–Kr. e. 55) volt, aki De rerum natura („A dolgok természetéről”) című tankölteményében az epikureus filozófia lényegét és összes tantételét felölelte. Verselése és nyelve kissé darabos és sokszor kifogás alá esik, de ezt feledteti a gondolat ereje és szépsége; érdeme pedig, hogy a filozófia stílusát megteremtette.

#### Lírai költészet
A lírai költészet szintén az alexandriai költők utánzásából fejlődött ki, és a többé-kevésbé hivatott költők mellett Caius Valerius Catullus (Kr. e. 84–Kr. e. 54) alakja vált híressé. Catullus 116 költeményében részben szerelmeit énekli meg, részben ellenségei ellen fakad ki, ezenkívül latin nyelvre fordított többet a görög költészet alkotásaiból, és írt elégikus hangú verseket is. A versmérték kifejlődésére fontos, hogy a saturniust a korszak költői már csaknem teljesen mellőzték, és helyette az időmértékes versalakokat kezdték használni. A hexameter Lucilius és Lucrecius műveiben tökéletesedett; a disztichon, amelyet Catullus mesterileg kezelt, még egy kissé darabos maradt; a szatirikus és lírikus költők az időmértékes sorok gazdag változatait művelték és előkészítették az utat ahhoz a formai tökéletességhez, amelyet az Augustus korabeli költők elértek.

### Prózai irodalom

#### Történetírás

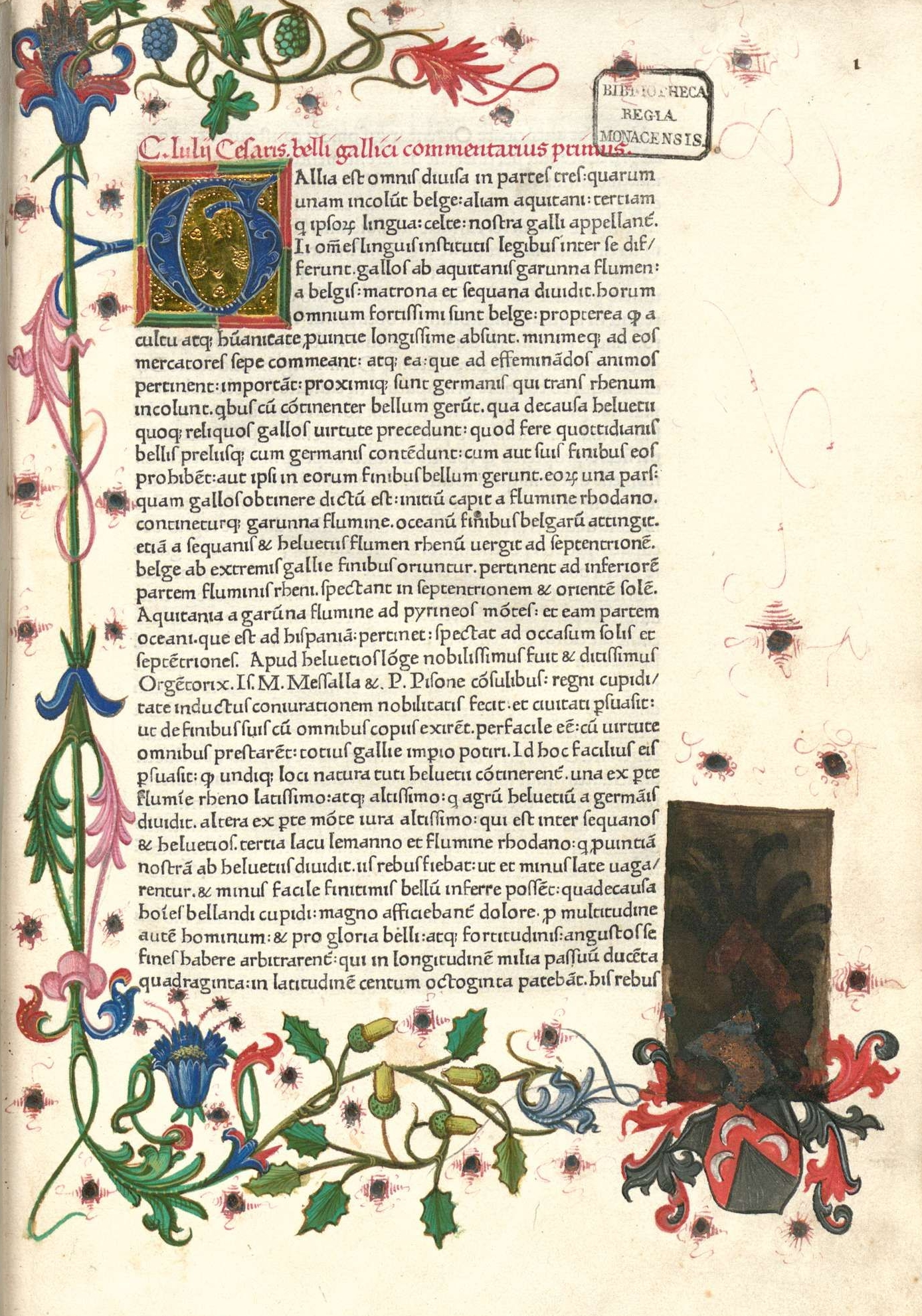
Caesar De bello gallicojának 15. századi kézirata

A történetírásnak számos művelője akadt. Az annalisták közt Quintus Claudius Quadrigarius (Kr. e. I. sz.) és Cornelius Sisenna (Kr. e. 120–Kr. e. 67), felfogás és módszer tekintetében Livius előfutárjai voltak, műveik azonban elvesztek az idők során. Az első és valóban nagy latin történetíró Iulius Caesar (Kr. e. 100–Kr. e. 44) volt. Emlékirataiban a galliai (Commentarii de bello Gallico) és a polgárháborúról (Commentarii de bello civili) írt művében a történetíró épp úgy uralkodik az eszméken és az eseményeken, mint a hadvezér, a politikus leigázta ellenségeit és uralkodott kortársain. Caesar anyagot akart gyűjteni egy későbbi történetírónak, mert az események bővebb részletezésébe és elemzésébe ritkán ereszkedik, de írásai ebben a formában is annyira kimerítőek és előadásának menete is egyszerű méltóságában annyira klasszikus, hogy fölöslegessé tették a későbbi feldolgozást. Cornelius Nepos (Kr. e. 100?–Kr. e. 27) számos műveiből csak a De viris illustribus („A hírneves férfiakról”) egy része, illetve Cato és Atticus életrajzai maradtak fenn, ugyanakkor a szerző a későbbi korokban nagy hírnévnek örvendett. Sallustius (Kr. e. 86–Kr. e. 35?) lélektani alapon, az emberi szenvedélyekkel igyekezett megokolni a történelmet; írásainak (De coniuratione Catilinae [„Catilina összeesküvése”], Bellum Iugurthinum [„Iugurtha háborúja”]) erkölcsi szemlélete és filozófiai szelleme a görög Thuküdidészre, és a római Catora emlékezteti az olvasót. Előbbi szerzőkre hasonlít nyelvezete is, amely erőteljes, rövid és klasszikus.

#### Szónoklattan

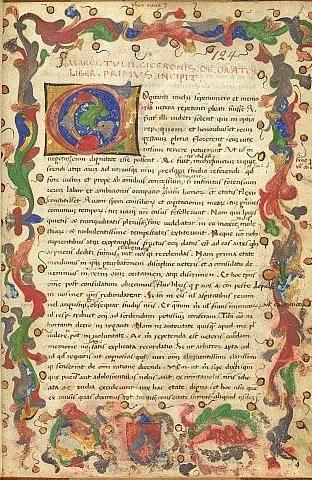
Cicero: De oratore (1400 körüli kézirat)

A politikai szónoklat területén kitűnt a két Gracchus (Tiberius Gracchus [Kr. e. 163–Kr. e. 133] és Caius Gracchus [Kr. e. 153–Kr. e. 121]). Hortensiust (Kr. e. 114–Kr. e. 50) sokáig a forum fejedelmének (princeps fori) nevezték, csak Marcus Tullius Cicero (Kr. e. 106–Kr. e. 43), korának és az egész latin irodalomnak legnagyobb lángelméje múlta őt fölül. Cicero, mint politikai szónok, a rodoszi görög iskolát utánozta és 57 csaknem hiánytalanul fennmaradt beszéde soha el nem múló fénnyel hirdeti a római géniusz örök dicsőségét. De Cicerónak elméleti szónoklattani munkássága is fontos; párbeszéd alakjában megírt nagy műve a szónoklatról (De oratore [„A szónokról”]) valódi enciklopédiája a szónoki beszéd szabályainak és egyúttal a prózai stílusnak is jelentős példája.

#### Filozófia
A filozófiának legkimagaslóbb képviselője szintén Cicero volt, és övé az érdem, hogy ezzel a tudománnyal is latin nyelven kezdett foglalkozni. Első művében (De re publica [„Az államról”]) Platón és Arisztotelész állameszméit alkalmazta a római szellemhez, és rákövetkező könyvében (De legibus [„A törvényekről”]) törvényeket akart adni mintaállamának. Ő maga ennek ellenére nem alkotott önálló filozófiai rendszert és mindig eklektikus volt. A gyakorlati filozófia klasszikus megszemélyesítője a korszakban Uticai Cato (Kr. e. 95–Kr. e. 46), aki sztoikus hitvallását saját halálával pecsételte meg. A források említik Marcus Brutus (Kr. e. 85–Kr. e. 42) néhány filozófiai írását is, de ezekből mi sem maradt az utókorra.

#### Polihisztorok

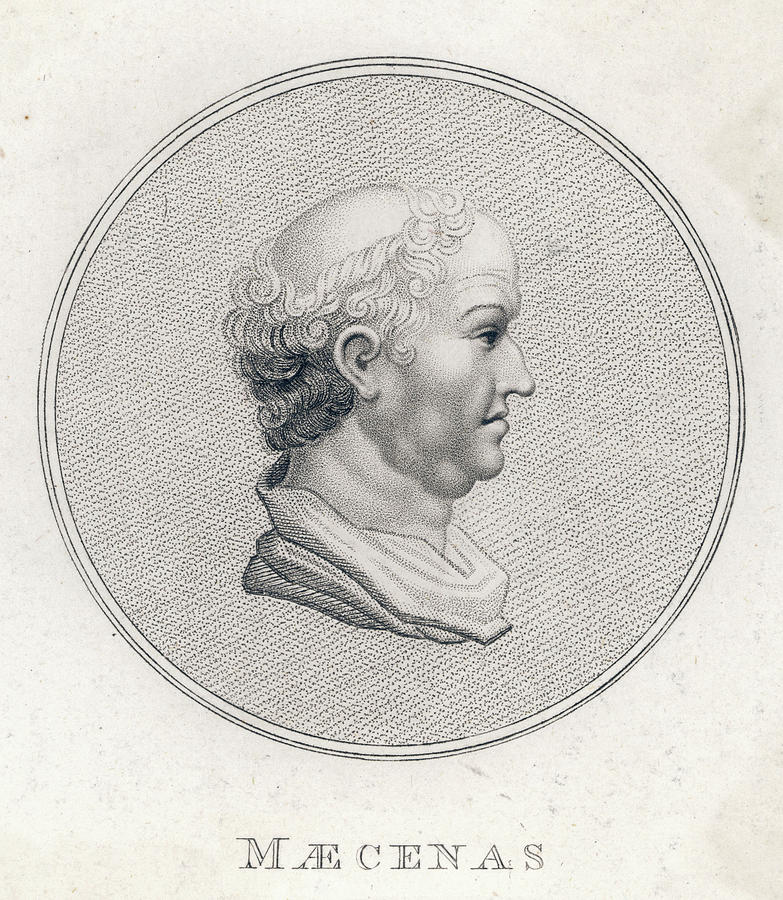
Gaius Cilnius Maecenas római lovag a római költészet aranykorának támogatója

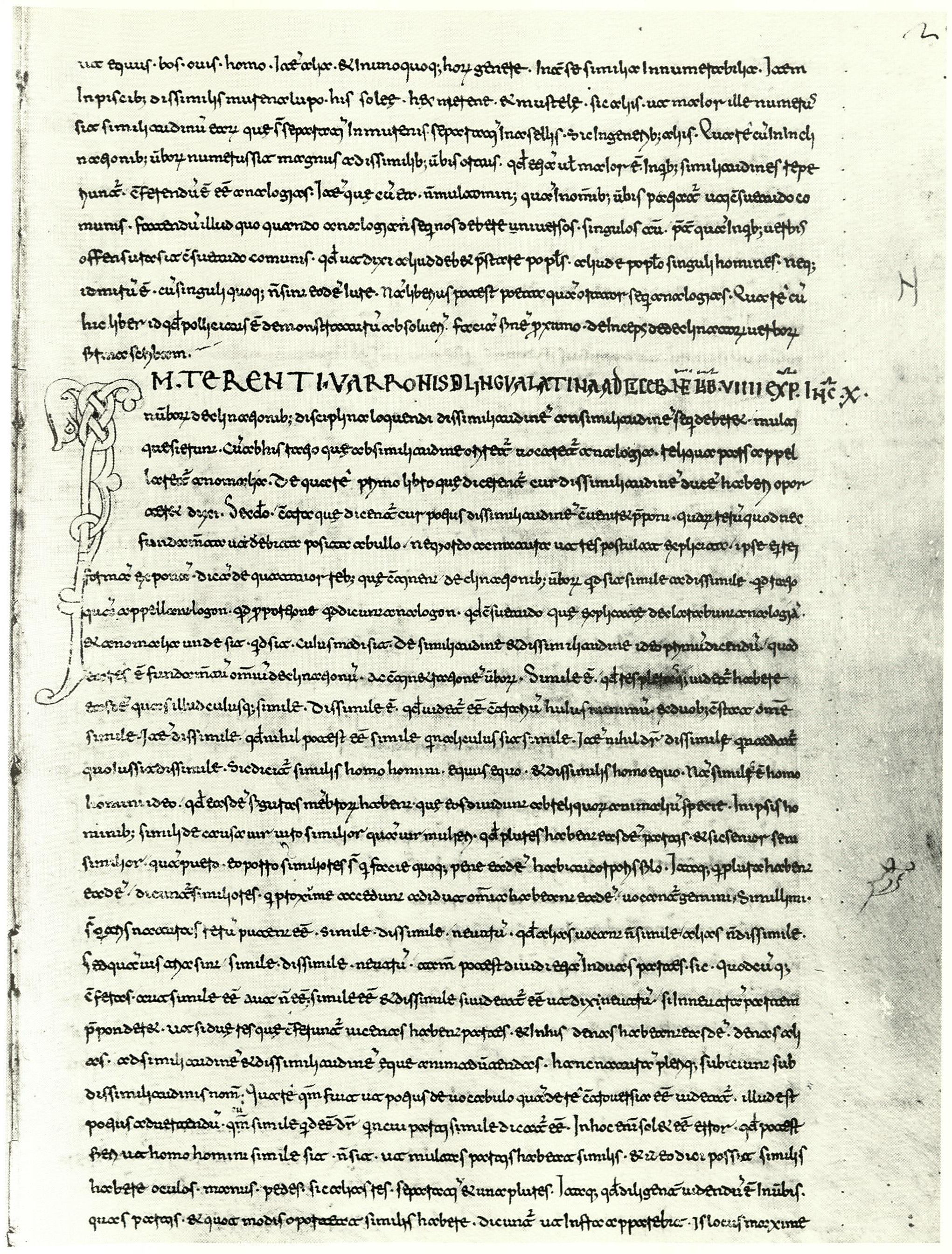
Varro: De lingua latina (12. századi kézirat)

A nyelvészetet és a kritikát szintén ebben a korban kezdték önálló tudományként művelni; ezen téren bámulatos eredményeket ért el a már említett Varro (Kr. e. 116–Kr. e. 27). Varro csaknem az egész életét a tudományoknak szentelte és a feljegyzések szerint az ókor talán legtermékenyebb írója lehetett. Írt költeményeket, szatírákat, történelmet (Antiquitates rerum humanarum [„Az emberi dolgokkal kapcsolatos régiségek”], De gente populi Romani [„A római népről”]), irodalmi kritikát (De poematis, [„A költeményekről”]), szónoklatot (De generibus dicendi [„A stílusnemekről”]), nyelvtant (De lingua Latina [„A latin nyelvről”], De antiquitate litterarum [„A betűk régiségéről”]), filozófiát (Liber de philosophia [„A filozófiáról egy könyvben”]). Nagy általános enciklopédiája volt a Disciplinarum libri IX („A tudományok kilenc könyvben”), 700 személyt tartalmazó életrajzi lexikona pedig a Hebdomades vel De imaginibus („A hetek vagy a képekről”). Saját korában mintegy 74 műve volt ismert összesen 620 könyvre bontva, ezekből azonban teljes egészében csupán a Rerum rusticarum libri tres („A mezőgazdaságról”) maradt az utókorra.

## A költészet aranykora (Kr. e. 43 – Kr. u. 14)
Augustus kora, az irodalmi aranykor (Kr. e. 42 – Kr. u. 14) a köztársasági szellem egészen kihalva látszott, és a háborúkban kimerült nemzet belenyugodott a császárságba, amelyben a béke zálogát látta. Augustus igyekezett az erkölcsöket javítani és a vallásos érzületet emelni: de a szkepszis ennek dacára is lábra kapott, és az erkölcstelenség sem csökkent. Ezeknek a változásoknak a hatása meglátszik az irodalmon is, a költészet szolgai hízelkedéssé törpült; a szónoklat, amelyet a szabadság fejlesztett, lehanyatlott; a drámai költészet háttérbe szorult az idegeket jobban izgató cirkuszi mutatványok előtt.

### Költészet

#### Epika

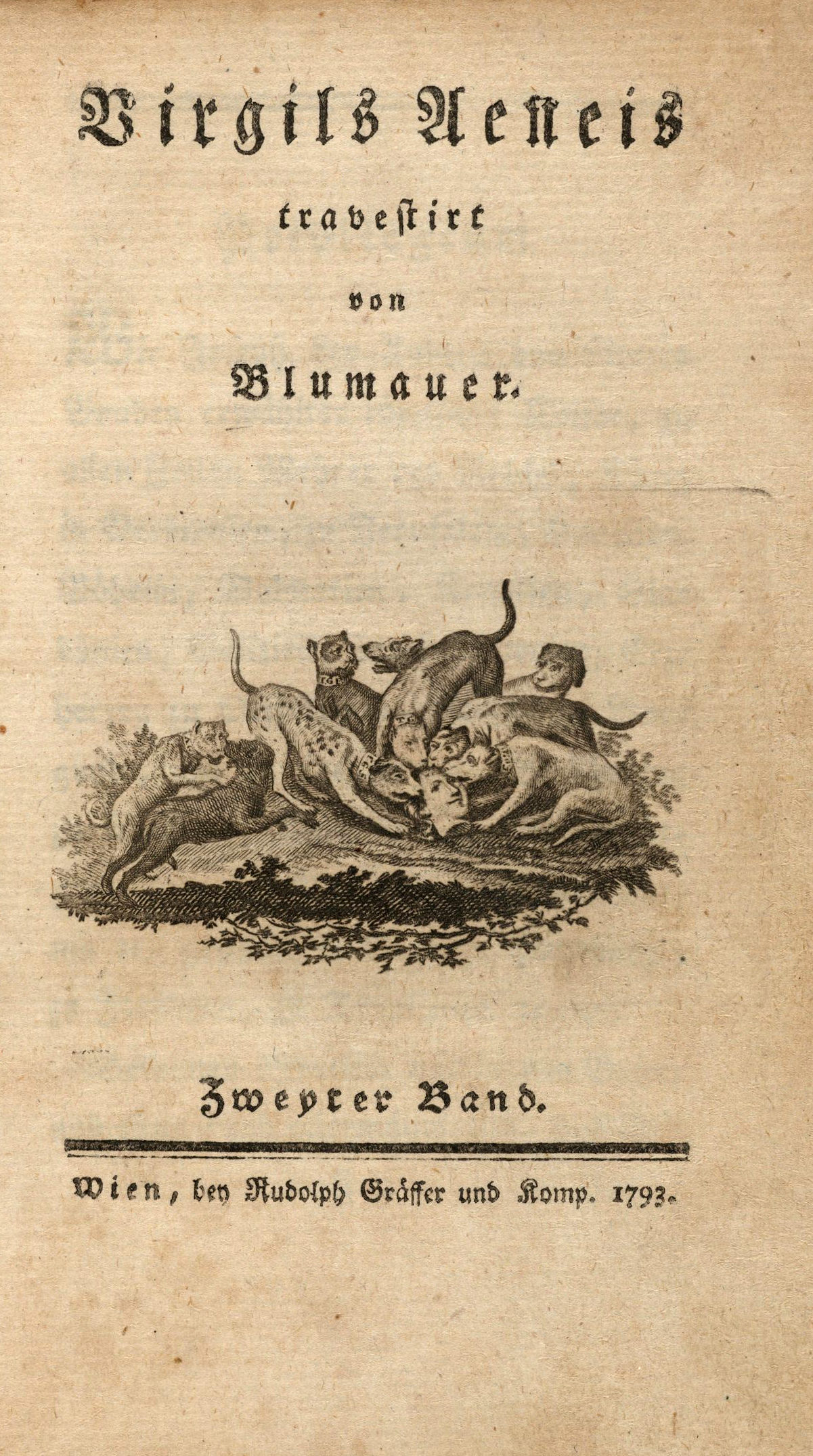
Az Aeneis egy 1784-es kiadása

A görög befolyás legfényesebb diadalát ülte a korszakban. Az Augustus udvarába gyűlt költők közt a legnagyobb talán Vergilius (Kr. e. 70–Kr. e. 19) volt. Vergilius a falusi életet dicsérő költeményeiben (Bucolica [„Pásztori költemények”], Georgica [„A földművelésről”]) minden elődjét felülmúlta; nagy eposzában, az Aeneisben Homéroszt utánozta. Művészete sokszor eredeti és fogyatékosságai dacára is remekművet alkotott.

#### Líra
Horatius (Kr. e. 65–Kr. e. 8) költészete (ódák, epodoszok) korának minden irányzatát, fogyatkozását, erényeit és hibáit visszatükrözi. Legnagyobb, szinte utolérhetetlen a szatírában, bár mint lírikus is az elsőrangú költők sorába emelkedik. Tibullus (Kr. e. 54–Kr. e. 19) elégiáit a mély érzés és gyöngéd költői kedély teszi becsesekké; a formának pedig valódi mestere. Propertius (Kr. e. 47–Kr. e. 14) szintén elégiákat írt, de borongó hangulatában is szenvedélyes és erőteljes. Szinte páratlan fantáziája volt Ovidiusnak (Kr. e. 43–Kr. u. 17), aki legtöbbet írt kortársai között; az elégiától a legszenvedélyesebb szerelmi dalig, minden érzelem megcsendült líráján, bár gazdag invenciója miatt stílusa gyakran pongyola. Szerelmi témakörű nagyobb művei közül az Amores („Szerelmek”), az Ars amatoria („A szerelem művészete”), a Remedia amoris („A szerelem orvosságai”), mitológiai a Metamorphoses („Átváltozások”), míg tanköltemény a Fasti („Római naptár”) és a Halieutica („Halászat”).

#### Dráma
A drámai költészet csaknem teljesen kiveszett, és a tragédiákat csak olvasták, de nem adták elő. Tragédiákat írt Asinius Pollio (Kr. e. 76–Kr. u. 5) és Varius Rufus (Kr. e. 74–Kr. e. 14); vígjátékokat Maecenas Melissus (Kr. e. I. sz.). Az epikus költészetbe lassan mitologikus vonatkozások vegyültek, és ennek az irányzatnak legkimagaslóbb képviselője Vergilius volt, míg Ovidius Átváltozásai úgy tekinthetők, mint a mitológia eposzai.

#### Tanító költészet
A tanító költészetben Vergilius és Ovidius mellett Aemilius Marcus (Kr. e. I. sz.) és Manilius (Kr. e. I. sz.) tűnt ki (Astromicon [„A csillagászatról”]); a lírai költészetben pedig a fentieken kívűl jelentős volt a maga korában Valgius Rufus (Kr. e. 65–Kr. e. 12<), Gratius Faliscus (Kr. e. 63–Kr. u. 14) és Codrus (Kr. e. I. sz.), illetve az epigrammaírással is foglalkozó Domitus Marsus (Kr. e. I. sz.).

### Prózai irodalom

#### Történetírás

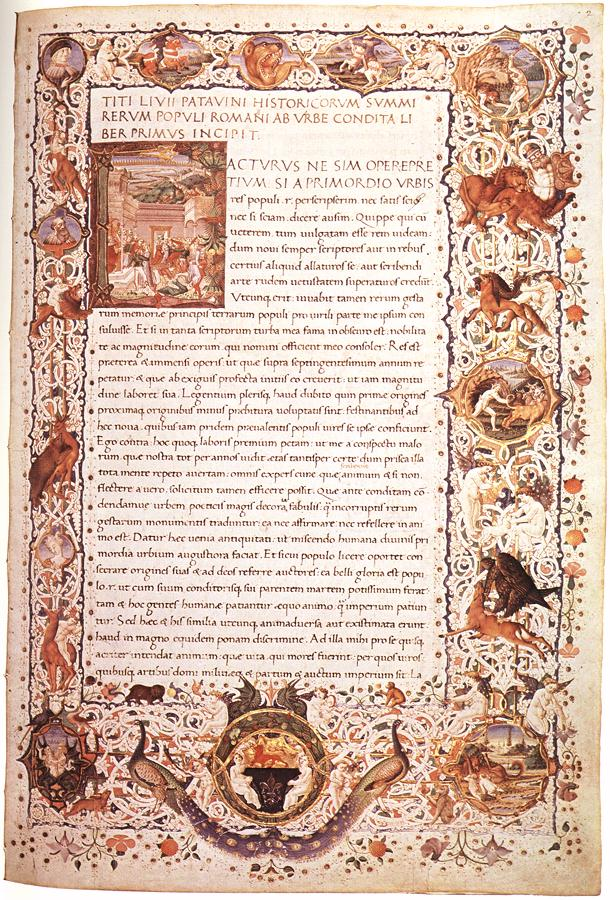
Livius könyveinek 15. századi kézirata

A viharos politikai események folytonos zajlása magával hozta a történetírás fejlődését. Quintus Dellius (Kr. e. I. sz.) és Asinius Pollio (Kr. e. 76–Kr. u. 4) mára elveszett műveiből később a görög Plutarkhosz is merített. Messala Corvinus (Kr. e. 64–Kr. u. 8) a polgárháborúk történetét írta meg. Elődeinél fontosabb a padovai születésű Titus Livius (Kr. e. 59–Kr. u. 17), habár az Ab Urbe condita („A város alapításától”) megírásában inkább politikai és morális, mintsem tudományos szempontok vezették; ezért amilyen nagy szépíróként, csaknem annyira gyenge kritikusként. Livius kortársa volt Pompeius Trogus (Kr. u. I. sz.). Nagy világtörténeti műve, a Historiae Philippicae („Philipposzi történelem”) műve elveszett, csak Iunianus Iustinus későbbi (talán 3. századi) kivonatában maradt fenn. Arruntius (Kr. e. 27–Kr. u. 37) a pun háborút dolgozta fel; Fenestellát (Kr. e. 36–Kr. u. 34) Annalese („Évkönyvek”), Verrius Flaccust (Kr. e. 55–Kr. u. 20) pedig Rerum memoria dignarum libri („Emlékezetre méltó dolgok könyve”) című, mára már elveszett, de az idősebb Plinius által még felhasznált műve után ismerték kortársai.

#### Szónoklattan
A politikai szónoklat a nyilvános politika szereplés megszűnésével lehanyatlott és a fórumon csak szépen kicsiszolt, hízelgő, tehát hatás nélküli beszédek hangzottak. Az utolsó köztársasági szónokok: a már említett Asinius Pollio és Messala Corvinus voltak; Labienus (Kr. e. 100?–Kr. e. 45) és Cassius Severus (?–Kr. u. 32) pedig a szolgaság korában is a szabadságot hirdették. Annál többen voltak hivatásos szónokok, akik közül leghíresebb Idősebb Seneca (Kr. e. 54–Kr. u. 39), a filozófus Seneca édesapja volt. Oktatóbeszédei Controversiae („Mintabeszédek”) címen maradtak fenn.

#### Filozófia
Habár a filozófiával igen sokat foglalkoztak ebben a korszakban, mégis alig akadt, aki azt, mint önálló tudományt, rendszeresen tárgyalta volna. Inkább a gyakorlati, mint az elméleti filozófiával törődtek, és az uralkodó szemlélet az epikureista volt.

#### Műszaki tudományok

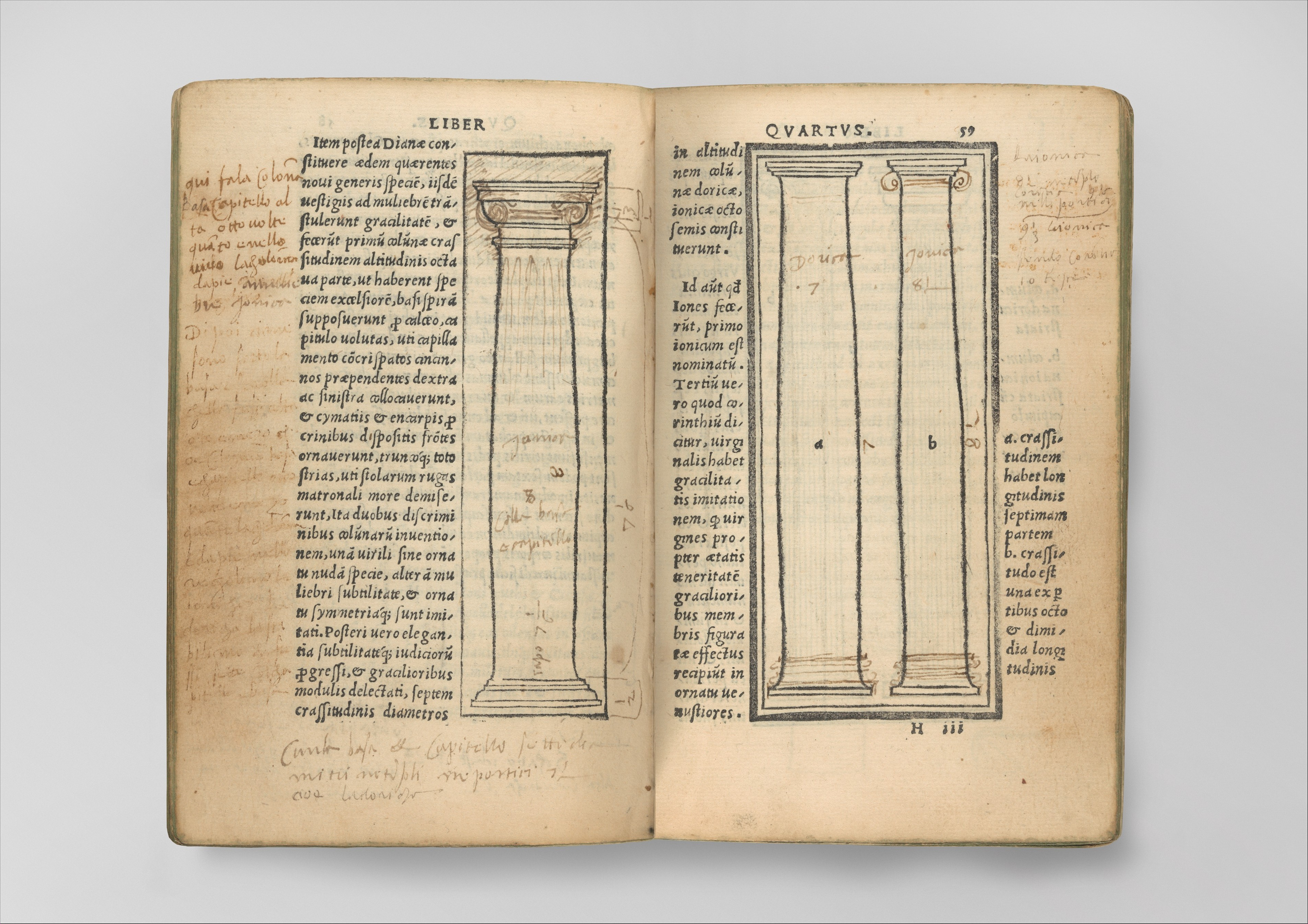
Vitruvius De architectura (1513-as kiadás)

Az egzakt tudományok komoly haladását látni Vitruvius Pollio (Kr. e. 80–Kr. e. 15<) munkájában (De architectura [„Az építészetről”]), amely az egyetlen építészeti szakkönyv az ókorból.

#### Nyelvészet
A nyelvészetnek szintén alig volt érdemes művelője a már említett Verrius Flaccuson kívül, ellenben a már említett Verrius Flaccus írt egy nyelvészeti művet De verborum significatu („A szavak jelentéséről”) címmel, amelyet később Pompeius Festus (Kr. u. II. sz.), Festust pedig a középkori Paulus Diaconus (Kr. u. VIII. sz.) kivonatolta. Csak ez a második kivonat maradt fenn.

#### Jogtudomány
A jogtudománynak két kiváló képviselője akadt Antistius Labeoban (Kr. e. 50?–Kr. u. 11) és Ateius Capitoban (Kr. e. I. sz.).

#### Természettudományok
A hispániai Hyginus (Kr. e. 60–Kr. u. 17) történeti műveiből csupán töredékek maradtak fenn, teljes egészében egy mitológiai gyűjteménye (Genealogiae [„Leszármazások”]) , és csillagászati műve (De astronomia [„A csillagászatról”])  ismert.

#### Levélirodalom
Jelentős levélirodalmat tudhat a korszak magáénak; a feljegyzések Caesar, Marcus Antonius (Kr. e. 83–Kr. e. 30), Varro, Asinius Pollio, Messala, és Augustus császár ma már elveszett leveleiről beszélnek. Egyetlen levélgyűjtemény maradt az utókorra a korszakból: Cicero 874 levélből álló hatalmas corpusa.

## Az ezüstkori irodalom (Kr. u. 14 – 117)

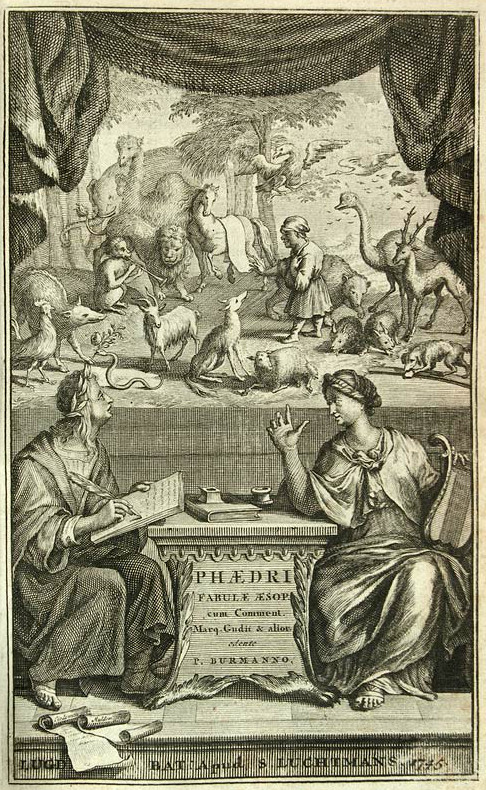
Phaedrus meséi (1745-ös kiadás)

A Traianus császár haláláig tartó irodalmi ezüstkor össze esik a legkegyetlenebb zsarnokságok korával, amelyben csak az alattvalók gyáva tűrése volt gyalázatosabb, mint a császárok esztelen kicsapongásai. A kép, amelyet Róma elaljasodott társadalma elénkbe tár, undort és szánalmat is ébreszt egyszersmind; minden erkölcsi érzék eltompult és helyettük a szenvedélyek igazgatták a kedélyeket; kihalt a hit, és vele minden nemesebb érzés: elapadtak tehát a költői ihlet forrásai is, és meglettek hamisítva a tudományok céljai és a művészet ideálja is.

### Költészet

#### Mese
A zsarnokság félelmetes korszakában a meseköltés volt az egyedüli, amely nem járt veszedelemmel. Az aesopusi mese megteremtője Phaedrus (Kr. e. 15?–Kr. u. 55?) volt, aki Fabulaeban („Mesék”) csak az erkölcsi oktatás céljait tartotta szem előtt, és ezt néha a természetesség rovására tette.

#### Drámairodalom
A színpadot egészen a némajátékok és a tánc töltötték be, amit később kibővítettek az énekkarral, amelyet nagyszámú zenekar kísért (fabulae salticae). A tragédiák közül csak Pomponius Secunduséi (Kr. u. I. sz.) kerültek színre; a filozófus Ifjabb Seneca tragédiái ellenben már csak irodalomtörténeti fontossággal bírnak.

#### Epika

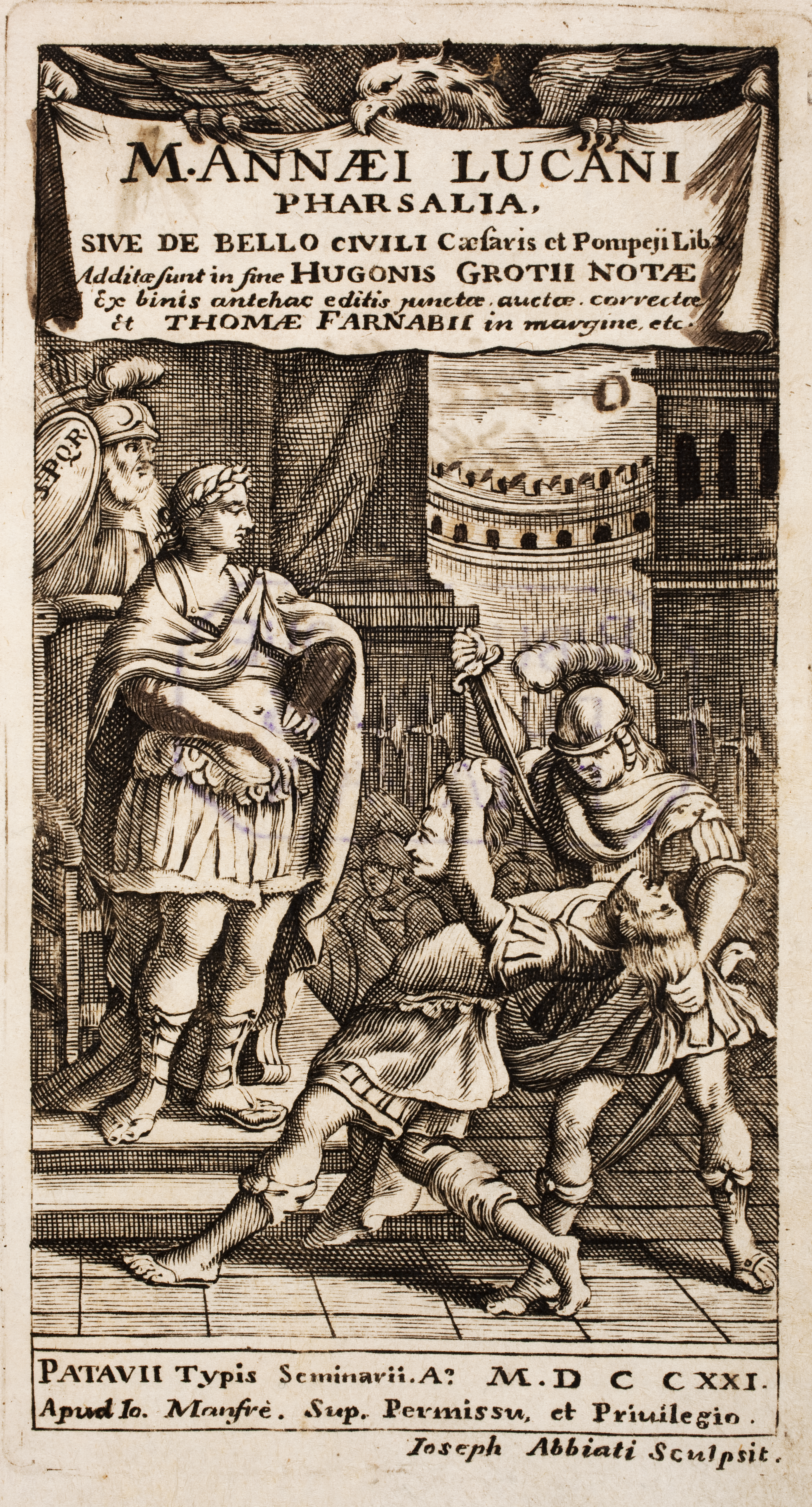
Lucanus Pharsaliajának 1721-es kiadása

Az epikus és tanító költészet művelői ebben a korban is sokan voltak; Annaeus Lucanus (Kr. u. 39–65) Pharsaliája azonban már hanyatlást mutat a megelőző időkkel szemben. Valerius Flaccus (Kr. u. 45?–95?) Argonauticája sok helyen eredeti, cselekménye élénk és jellemfestése is erőteljes. Silius Italicus (Kr. u. 28?–103?) a második pun háborút énekelte meg, és fogyatkozásai megbocsáthatók az eposzában megnyilatkozó lángoló hazaszeretetért. Papinius Statiust (Kr. u. 45?–96) különösen a középkorban szerették Vergilius mellé állítani, noha sok helyen dagályos, nehézkes és érdektelen művészete; ellenben mint lírikus jobban megközelíti az aranykor mestereit. Művei Thebais („Thébai történet”, eposz), Achilleis (eposz), és  Silvae („Erdők”, alkalmi költemények) címmel ismertek.

#### Líra
Statius mellett Caesius Bassus (?–Kr. u. 79) volt kora ismert lírikus költője, művei azonban kivétel nélkül mind elvesztek. Calpurnius Siculus (Kr. u. I. sz.) Nero idején eklogákat jelentett meg.

#### Epigramma
A léha és erkölcstelen kor szelleme mintegy megkövetelte az epigrammát és a szatírát. Az elsőt művészi tökélyre emelte Martialis (Kr. u. 38–104), akinek érdemeiből sokat von le, hogy gyakran trágár kifejezéseket használ.

#### Szatíra
A szatírának egyik legkiválóbb művelője Persius (Kr. u. 34–62), aki bár sem Luciliust a hévben, sem Horatiust a finom iróniában nem éri utol, mégis föléjük emelkedik ideális szárnyalásával. Ugyancsak a társadalom erkölcstelenségét ecsetelte Iuvenalis (Kr. u. 50?–130?), aki nem kímélt senkit és Domitianus császártól kezdve mindenkit lerántott abba a sárba, amelyben kortársai vergődtek. Ha olykor túl is megy is a kulturáltság határán, nemes gondolkodása mindig megmenti a végletektől. Érdekesség, hogy a költészetnek már formai tökéletessége sem állja ki a versenyt az aranykorral; bár Seneca verseiben a polimetria bámulatos példáival találkozunk, a versmértékek erőltetett alakjain meglátszik a hanyatlás és a jól sikló sorok gyakran üres gondolatokat takarnak.

#### Tanító költészet
Lucilius Juniortól (Kr. u. 6–?) maradt fenn az Aetna című 664 hexameteres tanító eposz.

### Prózai irodalom

#### Történetírás

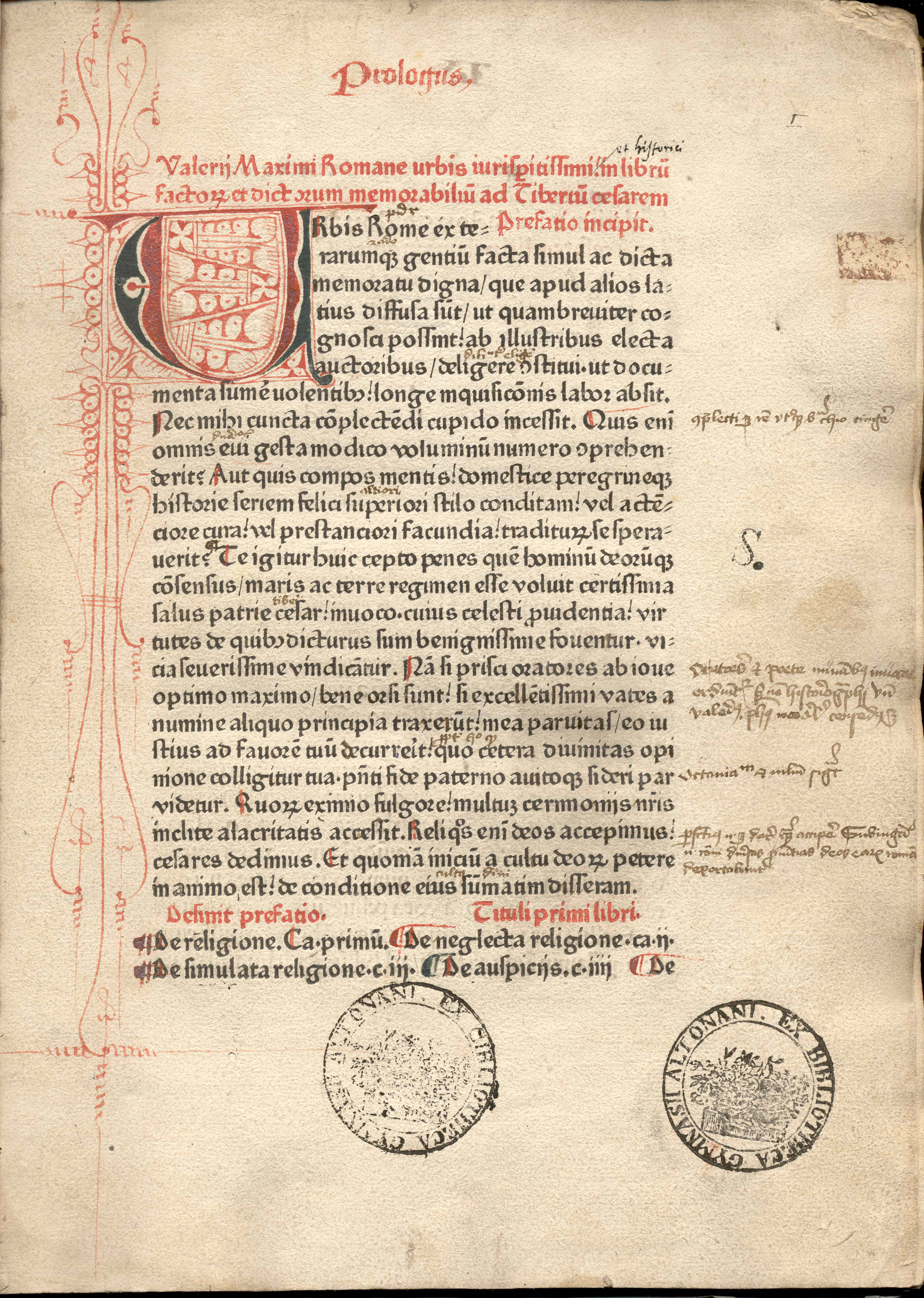
Valerius Maximus történelmi műve (1471-es kiadás)

A történetírásnak ebben a korban is számos művelője akadt, noha a zsarnokok miatti félelem sokszor meghamisította az eseményeket, mert az igazmondás jutalma a nemritkán halál volt. Ezt tapasztalta Cremutius Cordus (?–Kr. u. 25) is, aki öngyilkos lett, műveit pedig megégették. Velleius Paterculus (Kr. e. 19–Kr. u. 31) udvaronchoz méltó hízelgő modorban írta meg Róma történetét (Historia Romana); Valerius Maximus (Kr. u. I. sz.) pedig több helyről összegyűjtött anekdotákat jelentetett meg kilenc könyvben (Factorum ac dictorum memorabilium [„Emlékezetre méltó tettek és mondások”]). Quintus Curtius Rufus (Kr. u. I. sz.) a makedón Nagy Sándor történetét dolgozta fel (Historiarum Alexandri Magni [„Nagy Sándor története”]); műve inkább történeti regény és szórakoztató olvasmány, mint tudományos monográfia. 

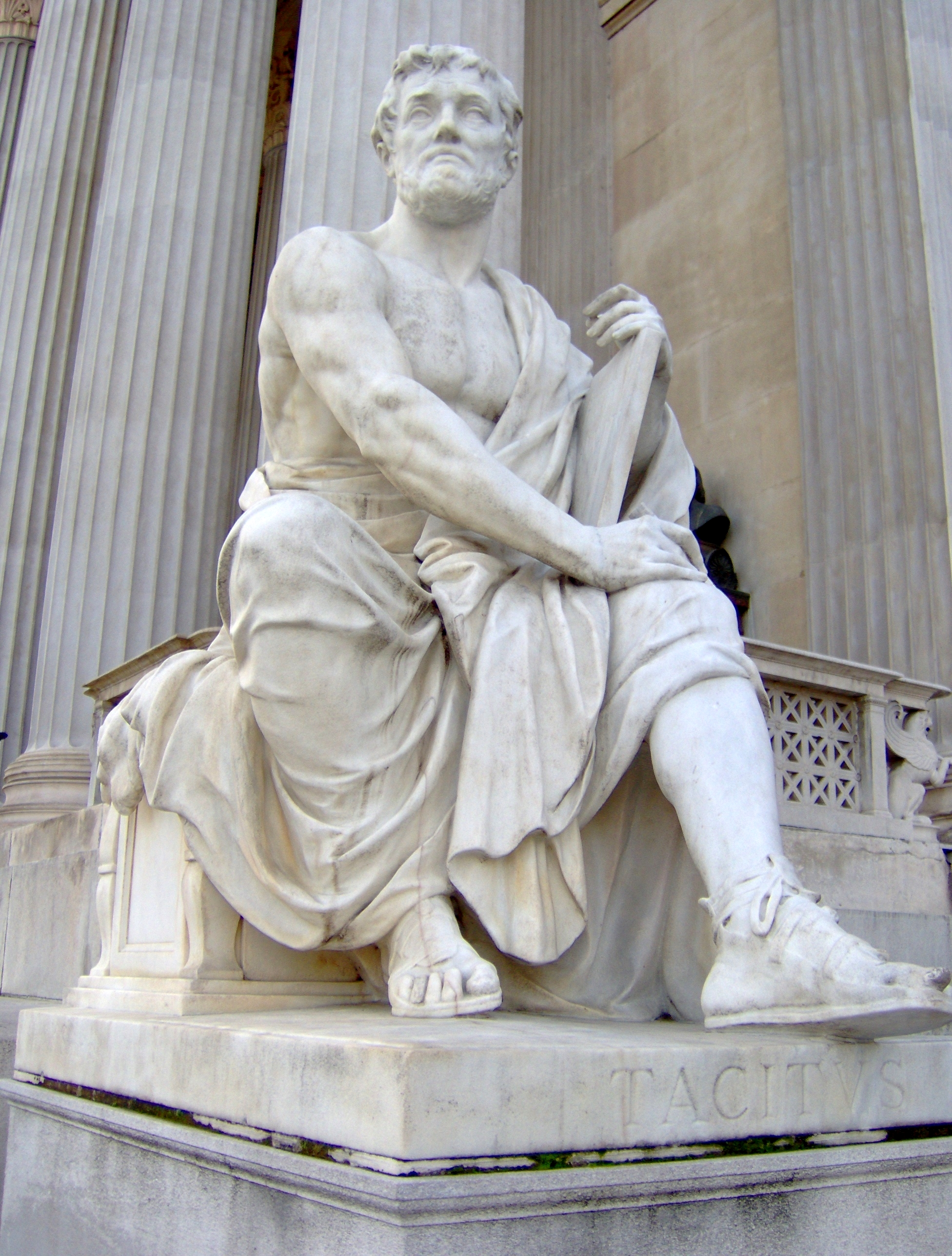
Tacitus modern szobra Bécsben

Korának jelentős alkotója Tacitus (Kr. u. 55?–120?), akinek műveiben (Historiae [„Korunk története”], Annales [„Évkönyvek”]), először találkozni a lélekbúvár kutató szellemével és a kritikus éles analízisével. Tacitus egyenes lelke elfordult minden alávalóságtól, de a jót mindig kiemeli és magasztalja. Nyelvezete, bár nem tisztán klasszikus, erőteljes rövidségével és keresetlen egyszerűségével máig hat.

#### Szónoklattan

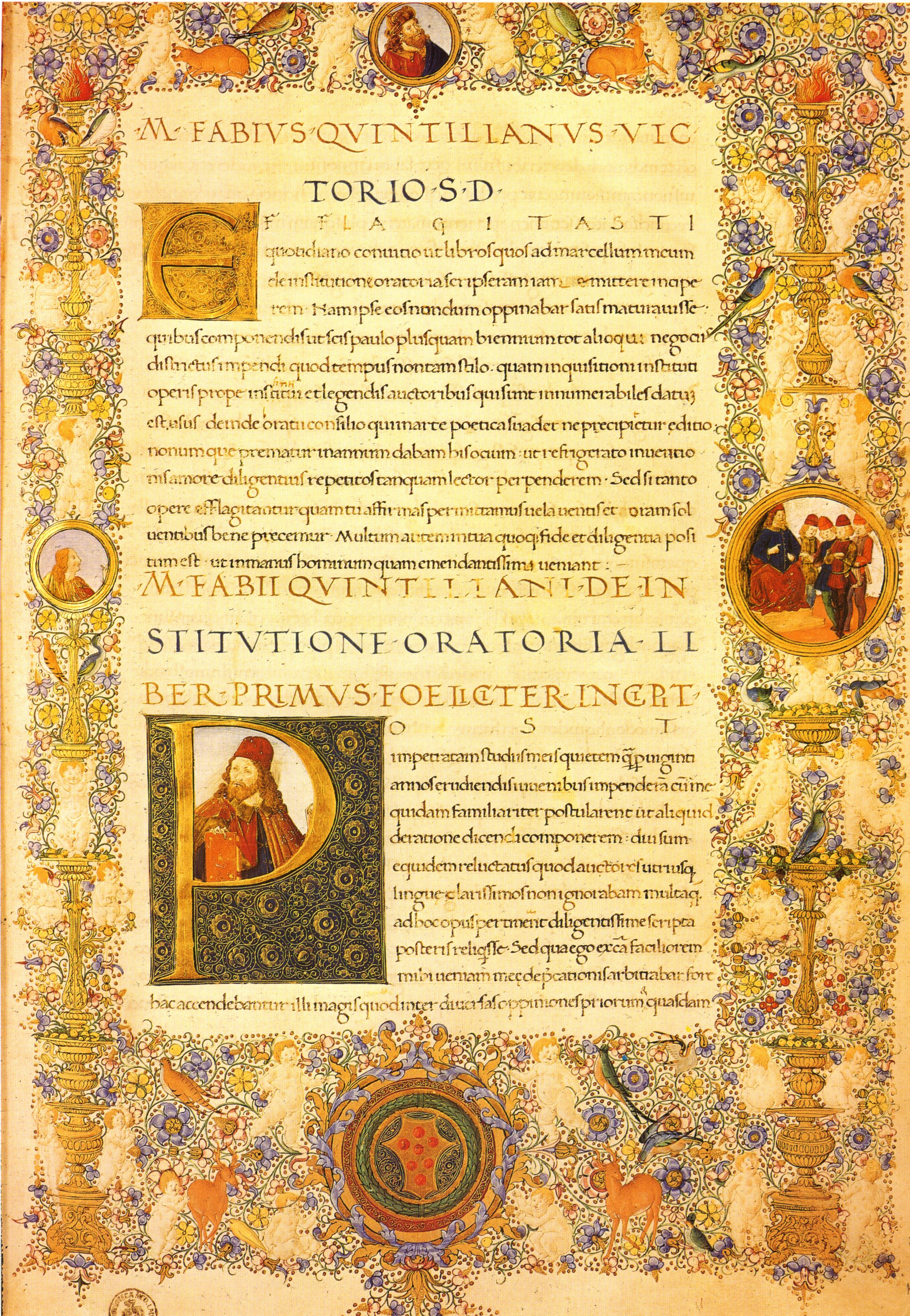
Quintillianus Szónoklattana (1476-os kézirat)

Az ékesen szólás mesterséggé lett, és már csak mint üres deklamálás volt divatban. A sok szónok helyett megemlíthető Quintilianust (Kr. u. 35?–96?), akiben a tiszta erkölcsök éles elmével és mély tudománnyal párosultak. Institutiones orotariae („A szónokok nevelése”) című műve egyike a legjelesebb szónoklattani könyveknek, de nem tett nagy hatást, mert korának ízlése már megromlott. Tanítványai közül híres volt Ifjabb Secundus (az idősebb Plinius unokaöccse, Kr. u. 61?–113?), azonban nem szónoki műve	Panegyricus Traianii („Köszöntő beszéd Traianus császárhoz”), hanem 9 könyvből álló levélgyűjteménye miatt. Ebben világosan az olvasó előtt áll, minden hibájával és erényével, és ez utóbbiak kedvéért megbocsátóak neki az előbbiek is. Tacitusnak tulajdonítják a Dialogus de oratoribust („Párbeszéd a szónokokról”).

#### Filozófia
A szolgaság szomorú korszakában sokan kerestek vigasztalást a filozófiában, és többen (Cornutus [Kr. u. 20?–80?], Musonius Rufus [25?–95?], Epiktétosz [55?–120?] stb.) görögül írtak; a latin nyelvűek közül leghíresebb volt Ifjabb Seneca (Kr. e. 4–Kr. u. 65). Seneca nem kizárólag sztoikus, hanem a többi rendszerekből is elfogadta azt, amit jónak látott és inkább gyakorlati, mint elméleti filozófus volt. Jelentős művei az Epistulae morales („Filozófiai levelek”), De Clementia („A nagylelkűségről”), és a De ira („A haragról”).

#### Nyelvészet
A nyelvészet és a kritika szintén találtak művelőre; Pomponius Marcellus (Kr. u. I. sz.) ádáz purista volt; Valerius Probus (Kr. u. 20?–105?) és Asconius Pedianus (Kr. e. 9–Kr. u. 76) tudós kommentárokat írt a klasszikus remekírókhoz.

#### Mezőgazdasági irodalom
Columella (Kr. u. 4–70) a római földművelésről értekezett De re rusticajában („A vidéki dolgokról”). Másik fennmaradt műve, a Liber de arboribus („Könyv a fákról”) a fákról szól.

#### Természettudományok

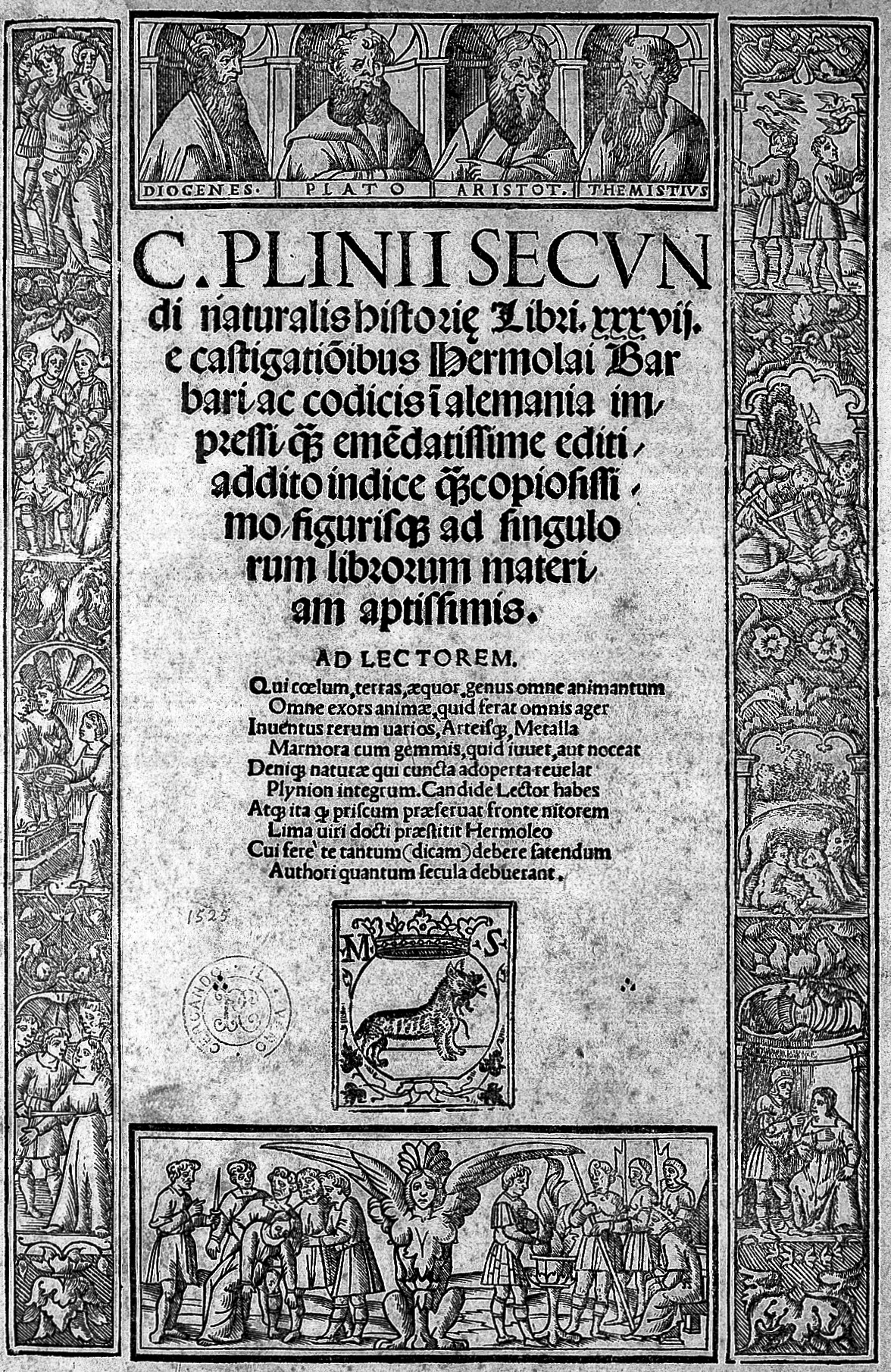
Plinius: Naturalis historia (XVI. századi kiadás)

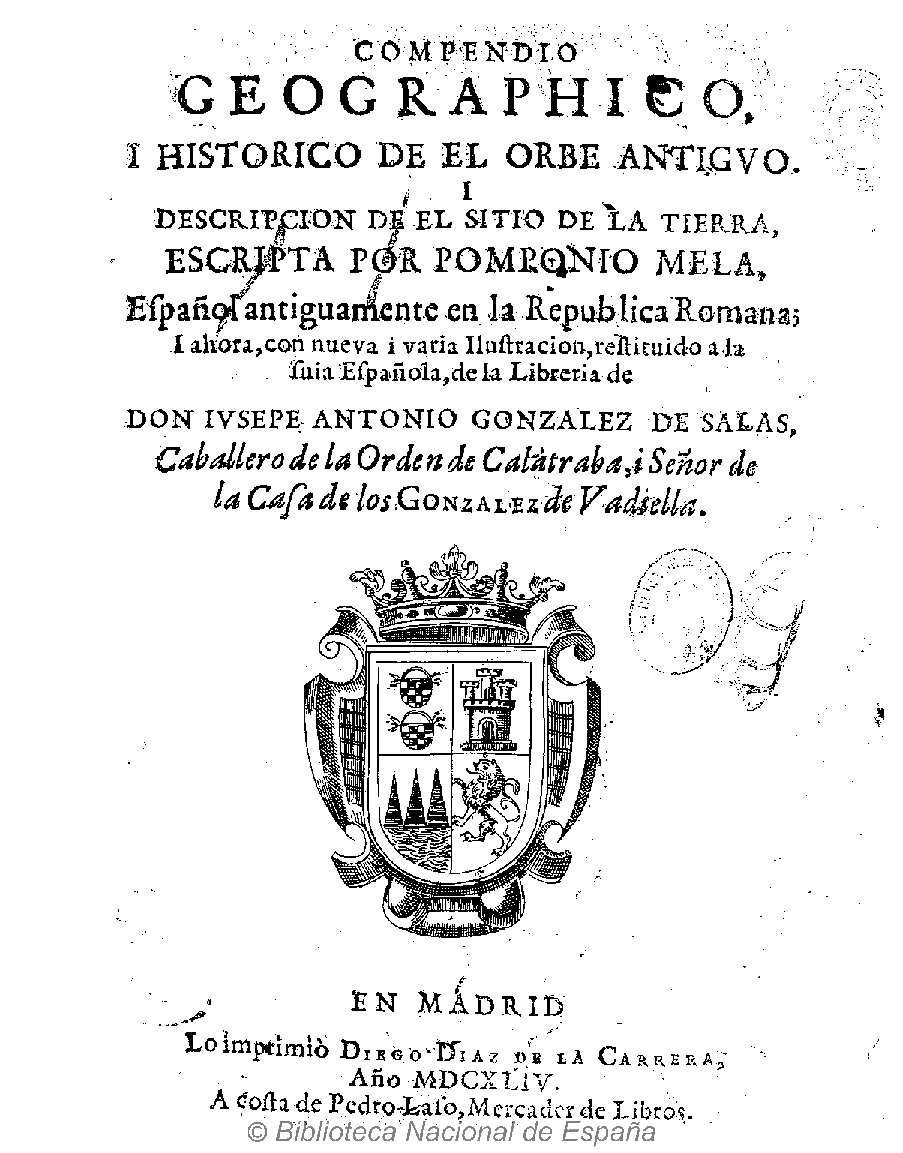
Pomponius Mela: De chorographia (1644-es kiadás)

A természettudományok legnagyobb fellendülése szintén ebbe a korszakba esik; az idősebb Idősebb Plinius (Kr. u. 23–79) bámulatos szorgalommal és eredménnyel művelte az egzakt tudományokat. Legnevezetesebb – és egyetlen fennmaradt – műve a hatalmas terjedelmű Naturalis historia („A természet története”), amely az összes természettudomány enciklopédiája: Plinius beszél benne a csillagászatról, a földrajzról, az antropológiáról, az állat- és növénytanról, az orvostudományról, és az ásványokról. A mű olvasottságát mutatja, hogy több mint 200 kéziratban maradt fenn. Pomponius Mela (?–Kr. u. 45?) kisebb földrajzi kompediumot készített De situ orbis („A Föld elhelyezkedéséről”) címmel 3 könyvben, Celsus (Kr. e. 25?–Kr. u. 50?) pedig De artibusában („A mesterségekről”) többféle mesterségről (szónok, filozófus, katona, földműves, állatorvos, általános orvos) értekezett. Mivel azonban csupán az orvoslással kapcsolatos rész maradt fenn művéből, Celsust ókori orvosi íróként ismerik.

#### Mérnöki tudományok
Frontinus (Kr. u. 40?–103) hadászati példák gyűjteményét állította össze Strategmatonjában, és készített egy művet a római vízvezetékekről (De aquis urbis [„A város vizeiről”]); ez utóbbi komoly értéket képvisel Róma topográfiája szempontjából. A földméréssel foglalkozott Hyginus Gromaticus (Kr. u. I. sz.), műve is ezt a címet viseli (De limitibus).

#### Jogtudomány
A jogtudomány terén a Labeo és Capito ellentétes iskolái tovább fejlődtek; az előbbit Marcus Cocceius Nerva (?–Kr. u. 33, Nerva római császár nagyapja), majd Sempronius Proculus (Kr. u. I. sz., innen: Procoliani) képviselte; az utóbbinak feje Masurius Sabinus (Kr. u. I. sz., innen: Sabiniani) volt.

#### Regény
Petronius Arbiter (Kr. u. 27–66) regényszerű művet írt Satiricon címmel, amely egy elképzelt utazás keretében a korabeli gazdag rómaiak fényűző és erkölcstelen életét mutatja be.

#### Gasztronómia
Érdekesség, hogy fennmaradt egy szakácskönyv (De re coquinaria [„A szakácsművészetről”]) is az ókorból, íróját tévesen Apiciusnak (Kr. e. 25–Kr. u. 37) nevezik.

## A latin irodalom hanyatlásának kora, az irodalmi vaskor (Kr. u. 117 – Kr. u. VI. sz.)
Egyesek további al-korszakokra osztják:
- Az archaizálók kora (Hadrianus trónra lépésétől Marcus Aurelius haláláig: 117 – 180);
- A pogány római irodalom válsága (a keresztény irodalom kezdetei, a birodalom válsága, katonacsászárok, keresztényüldözések, a tetrarchia kialakulása; Commodustól Nagy Konstantin trónra lépéséig: 180 – 306);
- A latin nyelvű keresztény irodalom virágkora (egyben a pogány restauráció irodalma, Nagy Konstantintól Nagy Theodosius haláláig: 306 – 395);
- A római irodalom felbomlásának korszaka (395 – VI. sz.).

A latin irodalom hanyatlásának korát, az irodalmi vaskort a politikai és szellemi élet teljes elkorcsosulása előzte meg. A pretorianusok fegyverein nyugvó császári trón örökös ingadozása közben a zsarnokok csak a pillanat gyönyöreit hajhászták, mialatt a barbárok fenyegető áradatként szorultak mind összébb a roskadozó birodalom körül. A kultúra egyre jobban terjedt ugyan, de levetkőzte római jellegét és kozmopolita lett; és mivel a római nemzet géniusza már kimerült, eredetiségét is elvesztette, a tudományokban tehát felületes maradt, a szépirodalomban pedig a múlt remekeinek szolgai utánzójává szegődött.

### Költészet

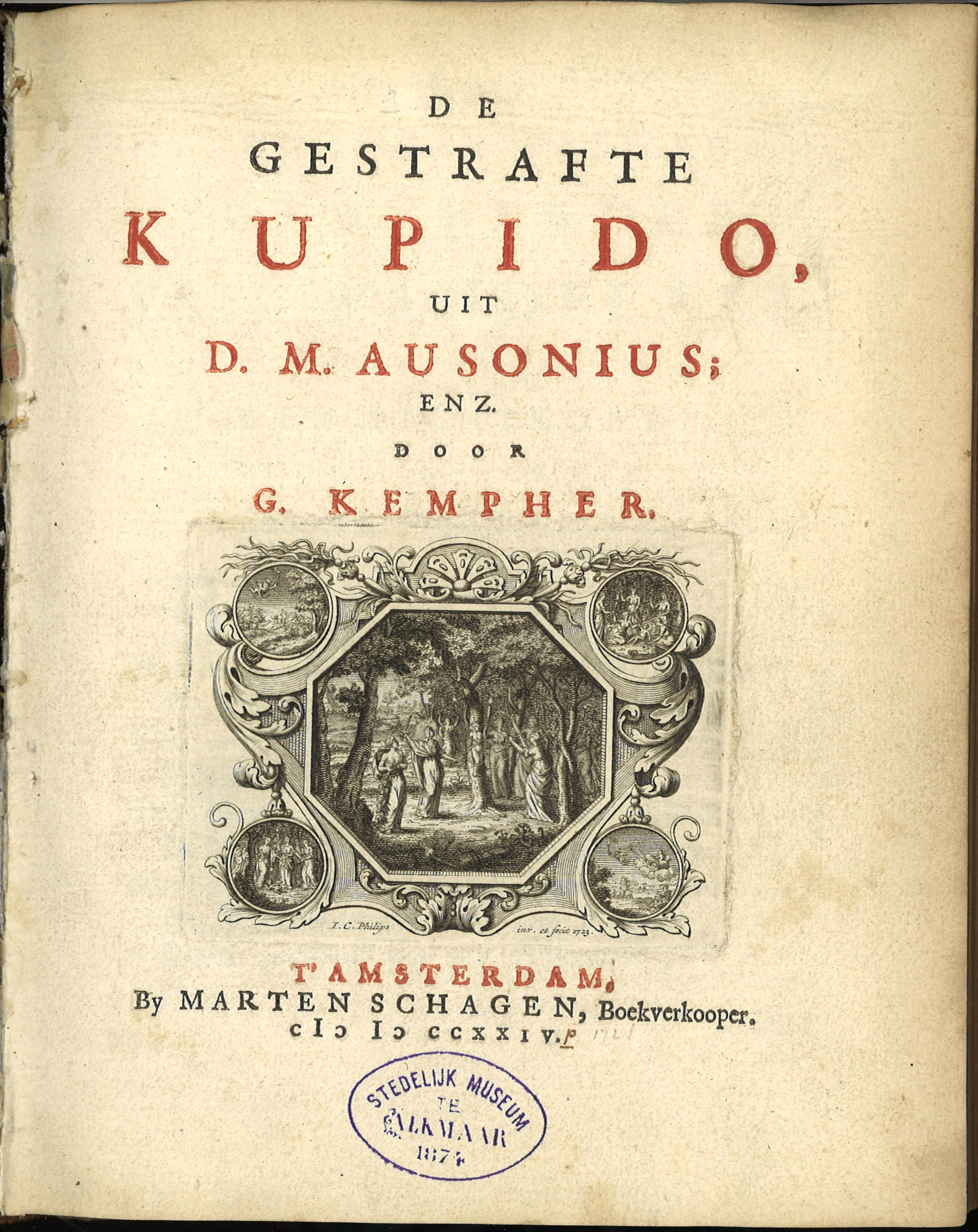
Ausonius műveinek 1724-es kiadása

A költészet lassan elhallgatott és csak a 4. század végén találkozni Claudius Claudianusszal (370?–404), akinek epikus és mitologikus költeményeiben fel-felcsillan a pogány kor remek költészetének egy-egy kései sugara. Terentianus Maurus (II. sz.) De literis, syllabis, metrise („A betűkről, szótagokról, versmértékekről”) tanító költészeti mű, akárcsak Nemesianus (III. sz.) Halieutica („Halászat”), Nautica („Hajózás”), és Cynegetica („Vadászat”) című tanító műveiből mindössze a Cynegetica első 325 sora maradt fenn. Nem ismert a szerzője a 93 trocheikus sorból álló Pervigilium Venerisnek („Vénusz virrasztása”). Talán keresztény volt, de művészetére a hagyományos római költés jellemző Ausoniusnak (310?–392). Namatianus (V. sz.) De reditu suoja („Saját visszatéréséről”) egy utazás verses elbeszélése. Avianustól (V. sz.) 42 mese maradt fenn. Apuleius (125?–180?) Metamorphosisa („Átváltozás”) római kalandregény. Serenus Sammonicus (?–212) 115 hexameteres tankölteményt írt De medicina praecepta („Az orvostudomány szabályairól”) címen. Festus Avienus (305?–375?) szintén tankölteményeket írt Descriptio orbis terrae („A földkerekség leírása”, 1394 hexameter) és Orae maritimae liber („A tengerpart könyve”, 703 senarius) címen.

### Próza

#### Történetírás

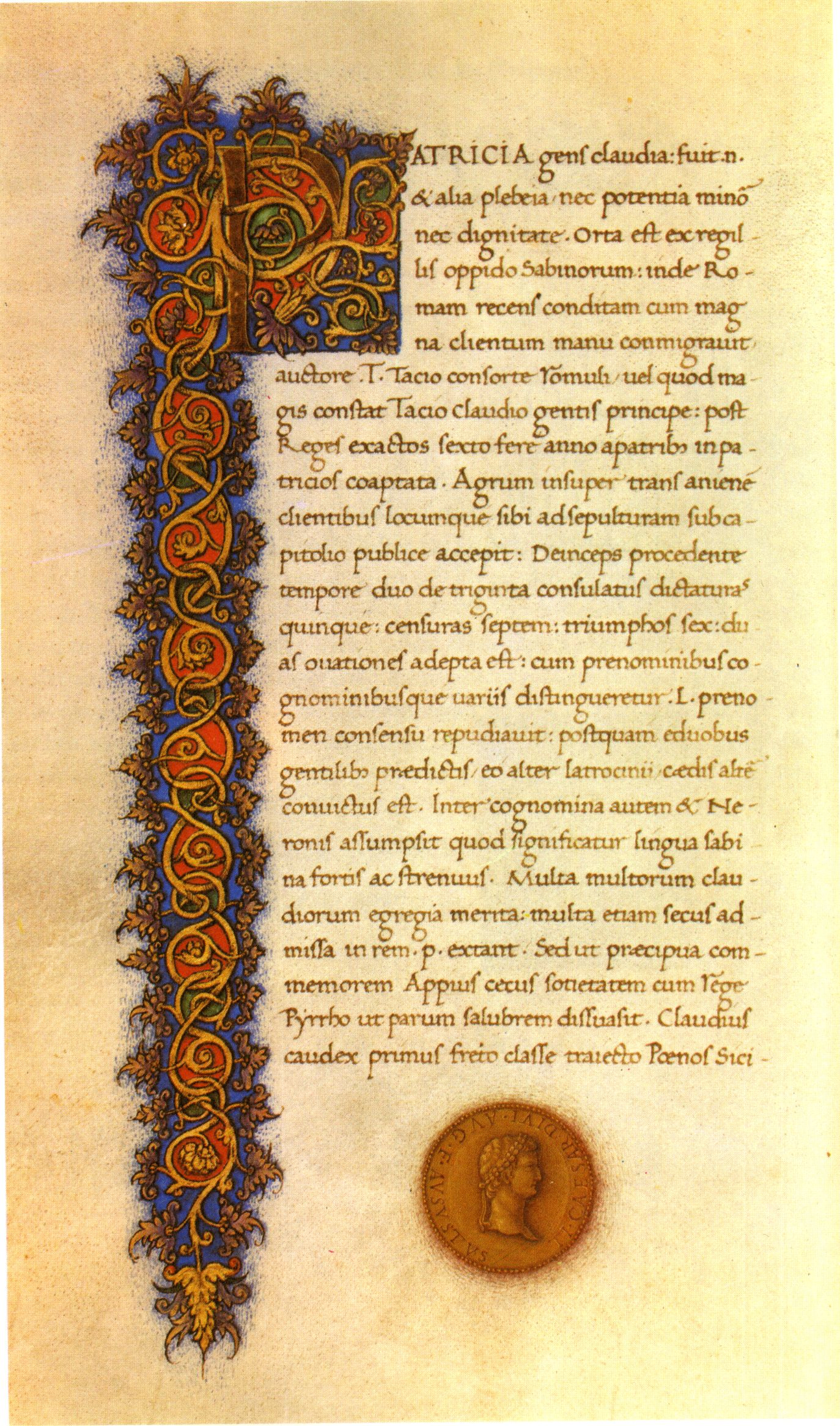
Suetonius császáréletrajzai (1477-es kézirat)

Szerencsésebb volt a prózai irodalom: és a történetírás egyik mestere, Suetonius (69–160?), bár nem éri utol Tacitust, mégis a kiváló írók sorába emelkedik De vita XII Caesarumjában („12 császár életéről”). Florus (74?–147?) Suetonius kortársa volt, de történelmi munkája (Epitomae de gestis Romanorum [„Összefoglalás a rómaiak viselt dolgairól”]) értékét megrontja a dagályosság, és az események túlzó nagyítása. Valószínűleg a 3. században íródott Lucius Ampelius (III. sz.) Liber memorialisa („Az emlékezés könyve”), amely tulajdonképpen csillagászati, földrajzi, és történelmi repertorium. Több szerző műve a Hadrianus (117) és Numerianus (284) kora között élt római császárok életével foglalkozó Historia Augusta („Fenséges történet”). Az utókorra a gyűjteményből 34 életrajz maradt fenn. A római császárok történetével foglalkozik Aurelius Victor (320?–390?) kis terjedelmű De Caesaribusa („A császárokról”) is (Kr. u. 14–360 közötti időszak), míg Eutropius (?–387<) ugyancsak kis Breviarium ab Urbe conditaja a teljes római történelmet dolgozta fel. Sextus Rufus (IV. sz.) is írt egy kisebb történeti művet (Breviarium rerum gestarum populi Romani [„Kézikönyv a rómaiak viselt dolgairól”]). A 4. század legkülönösebb alakja, Ammianus Marcellinus (330?–395?) a pogányság utolsó bajnoka volt, 31 könyves Rerum gestarumában („Viselt dolgok”, Kr. u. 96 és 378 közötti idők) mindig az igazságot szolgálta, és még napjainkban is jelentős forrás a késő római történelemre. Művéből csak a 353 és 378 közötti időszakot tárgyaló könyvek ismertek. A korszak írója Julius Obsequens (IV. sz.) Prodigiorum libere („Csodák könyve”) a Kr. e 249 és Kr. e. 12 közötti prodigiumok jegyzéke Livius művéből kivonatolva. Iunianus Iustinus (III. sz.) kivonatot készített Pompeius Trogus nagy világtörténetéből Epitoma historiarum Philippicarum („Összefoglalás a Philipposzi történelemről”) címmel.

#### Szónoklattan
A retorika kiváló művelője volt Cornelius Fronto (100?–160?), akinek iskolája az archaizmus utánzásával a nyelv tisztaságát megrontotta. Beszédek maradtak fenn Ausoniustól, és Symmachustól (342–402); utóbbitól egy 10 könyvből álló levélgyűjteményt is ismerünk. Apuleius Floridája egy beszédgyűjtemény. Eumenius (260?–311?), Nazarius (IV. sz.), Claudius Mamertus (?–474), és Drepanius Pacatus (IV. sz.) dicsőítő beszédeket hagytak az utókorra.

#### Nyelvészet

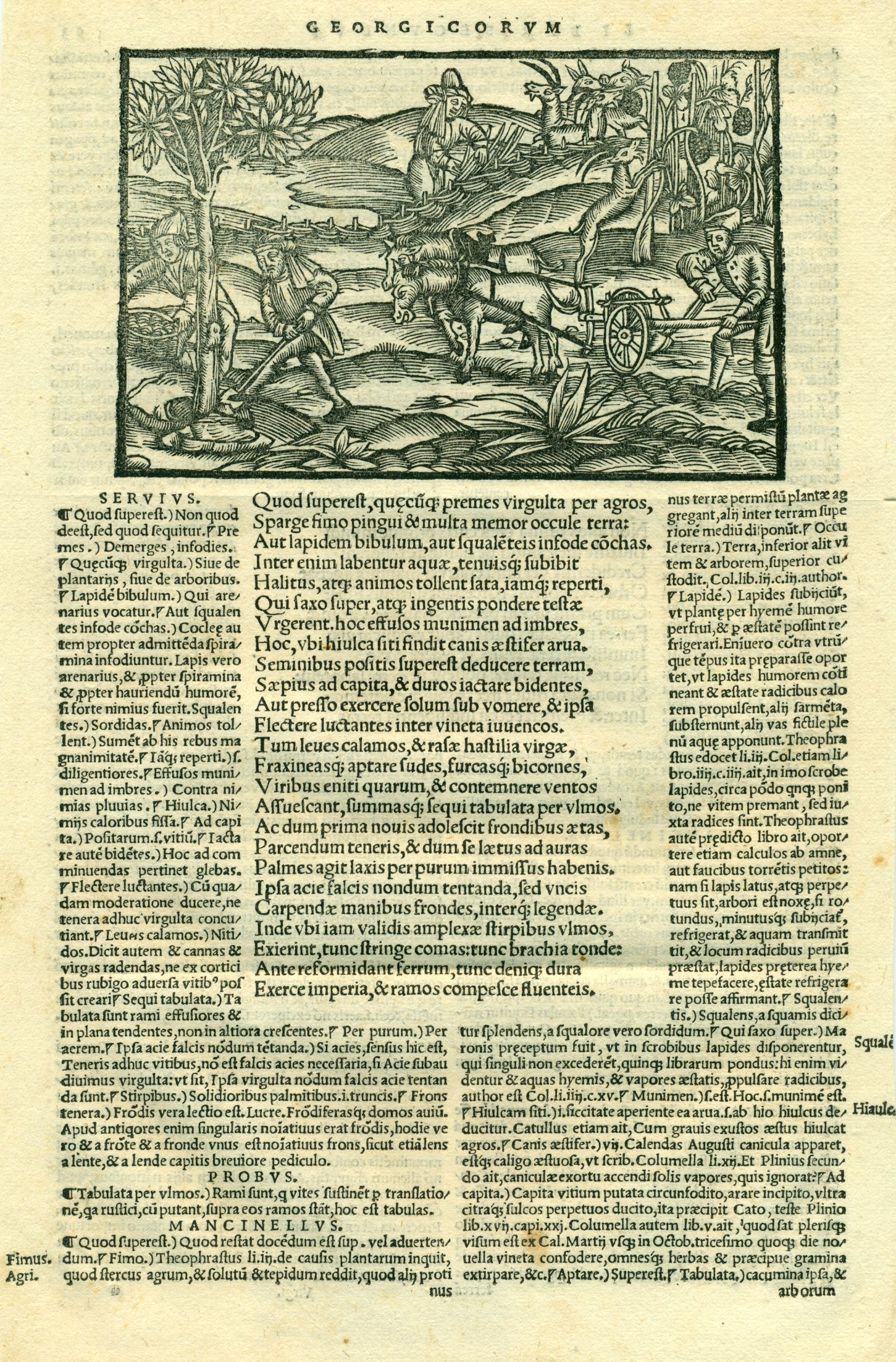
16. századi Vergilius kiadás oldalt Servius magyarázataival

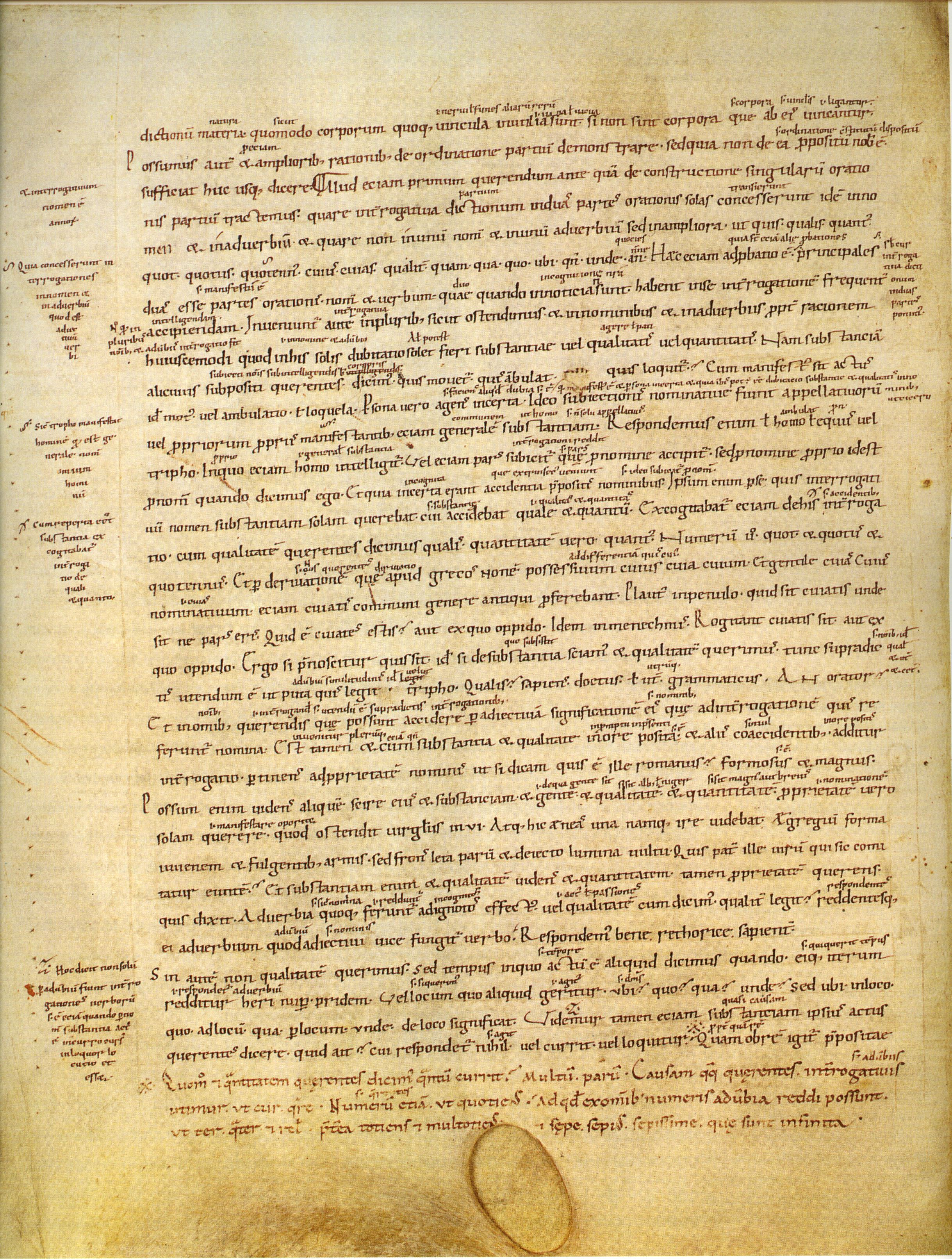
Priscianus nyelvtani értekezései (10. századi kézirat)

Terentius Scaurus (II. sz.) grammatikáját sokáig becsben tartották; Iulius Romanus és Censorinus a 3. század legkiválóbb nyelvészei voltak. A 4. század második felében élt Aelius Donatus (IV. sz.), akinek kis és nagy grammatikája a beszéd 8 részt mutatja be. Donatus középkorban nagyon híres volt. Nonius Marcellus (IV. sz.) De compendiosa doctrina ad filiuma nem tulajdonképpen nyelvészeti mű, hanem a nyelvészetről szóló történeti dokumentumok gyűjteménye. Maurus Honoratus (IV. sz.) 3 nyelvészeti művet írt (De finalibus liber ad Aquilinum, Centimeter, Commentarius in artem Donati), illetve nyelvészeti és régiségtani jegyzeteket készített Vergilius és Aelius Donatus műveihez. Marius Victorinus (IV. sz.) 4 könyvben írt Ars grammaticát („A nyelvészet művészete”), Sosipater Charisius (IV. sz.) Institutionum grammaticarum 5 könyvéből hiányzik az első néhány értekezés, és a 4. és 5. könyv nagy része. Diomedes Grammaticus (IV. sz.) Ars grammaticaja („A nyelvészet művészete”) rendszeresebb nyelvészeti mű volt, de elveszett az idők során. Vergiliushoz készített magyarázatot a másik Donatus, Claudius Donatus (V. sz.) és Planciades Fulgentius (V. sz.). Verrius Flaccus szótárát kivonatolta Pompeius Festus (II. sz.). Priscianus (VI. sz.) már a középkor hajnalán élt, nyelvtani értekezése a 18 könyvből álló Institutiones grammaticae.

#### Filozófia
A korszakban a platonikus filozófiával foglalkozik Apuleius De Platone eiusque dogmateja („Platón tanításairól”). Platón Timaioszához Calcidius (IV. sz.) készített kommentárt. Marcus Aurelius római császár (121–180) nevezetes filozófiai elmélkedéseit görög nyelven írta, így azok az ókori görög irodalom körébe tartoznak.

#### Mezőgazdasági irodalom
Gargilius Martialis (III. sz.) és Rutilius Taurus (IV. sz.) foglalkozott a korszakban a földművelési irodalommal De hortis („A kertekről”), illetve De re rustica („A vidéki dolgokról”) című írásában.

#### Földrajz
Solinus (?–400) Collactanea rerum memorabiliuma földrajzi, természettudományi és történeti témakörű jegyzetek nagy gyűjteménye. A művet a középkorban nagy jelentőségűnek tartották.

#### Orvostudomány
Serenus Sammonicus (?–212) De medicina praecepta saluberrimaja („Gyógyszeregészségügyi szabályokról”) egy 1000 hexameternél többől álló orvosi tanítóköltemény. A görög Epheszoszi Szóranoszt fordította latin nyelvre és kivonatolta Caelius Aurelianus (V. sz.). Nem eredeti mű Marcellus Empiricus (V. sz.) De medicamentise sem. Orvosi elméletek maradtak fenn Vindicianus Afer (IV. sz.) töredékeiben. Nagy hírnévre tett szert a középkori orvosi gyakorlatban egy négy részből álló orvosi gyűjteménye, amelynek szerzője Antonius Musa (I. sz.), Pszeudo-Apuleius (IV. sz.), Sextus Placitus Papyrensis (IV. sz.) és negyedik, ismeretlen nevű szerző műve. Már a kora középkor határára esik Constantinus Africanus (V sz.) működése, akárcsak a görög származású, de latinul író Anthimusé (475?–525?, De observatione ciborum ad Theodericum regem Francorum epistula).

#### Biológia

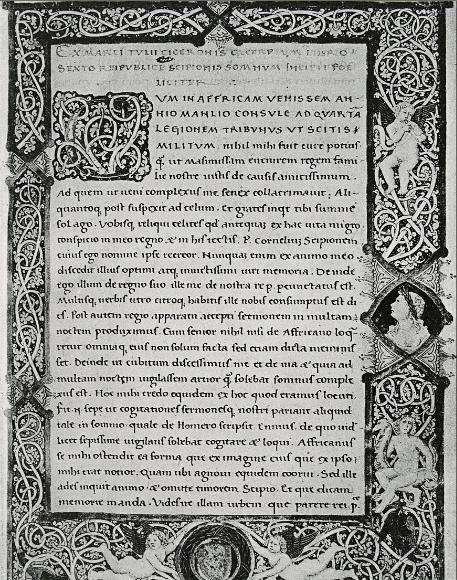
Macrobius művei (15. századi kézirat)

Ma már nem minden esetben azonosítható a késő ókori Polemius Silvius (V. sz.) Laterculus című nagy állatkatalógusának 300-nál több állatfaja.

#### Mérnöki tudományok
Vegetius (V. sz.) Epitoma rei militarisa („Bevezetés a háború művészetébe”) 4 könyvnyi kivonat Cato, Celsus, és Frontinus hadtudományi műveiből.

#### Jogtudomány
Az általános hanyatlás a jogtudományban is meglátszik, noha Salvius Julianus (II. sz.), Sextus Pomponius (II. sz.), Gaius (II. sz.), Aemilius Papinianus (142–212), Domitius Ulpianus (?–228) és Julius Paulus (III. sz.) művei még a későbbi korban is becses források; a IV. században pedig a Codex Theodosianus készült el, amely nagy részben az utókorra is maradt.

#### Enciklopédikus jellegű irodalom

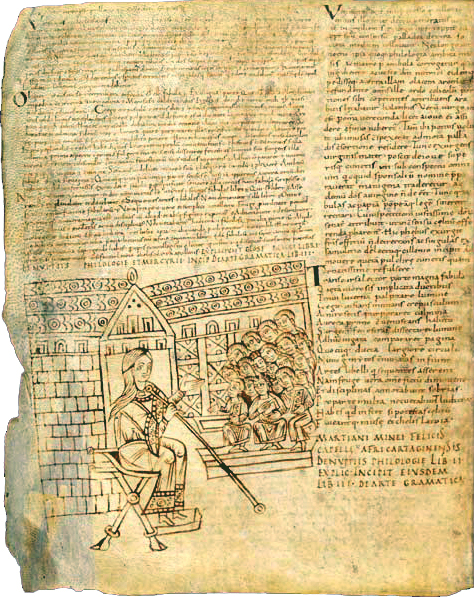
Martianus Capella: De nuptiis Philologiae et Mercurii (10. századi kézirat)

Aulus Gellius (125?–180?) 20 könyvből álló Noctis Atticeja („Attikai éjszakák”) egy nagy terjedelmű mű teljesen vegyes és rendszerezetlen tartalommal nyelvészetről, jogtudományról, történelemről. A fentebbi adatokon kívül azért is jelentős, mert sok idézetet tartalmaz római írók műveiből. Hasonló hozzá Macrobius (V. sz.) könyvből álló Saturnaliuma, amely egy fiához intézett párbeszéd a legkülönbözőbb tárgyakról (történelem, mitológia, régiségtan, szerzői töredékek). Híres volt Macrobius kommentárja Cicero Scipio álmához, mert teljes egészében megőrizte az elveszett eredeti Cicero művet is. Martianus Capella (V. sz.) részben prózai, részben verses De nuptiis Philologiae et Mercurii („Filológia és Mercurius házasságáról”) című műve egy mitológiai kerettörténetbe ágyazott enciklopédia az úgynevezett hét szabad művészetről (nyelvtan, dialektika, szónoklattan, geometria, aritmetika, csillagászat, zene).
| A Bibliához kapcsolódó, illetve általában keresztény ókori latin irodalmat a hagyományos (keresztény szóhasználattal „pogány”) latin irodalomtól külön szokták tárgyalni. A Wikipédia ehhez a gyakorlathoz alkalmazkodva az ókeresztény irodalom szócikkben számol be a korai latin nyelvű keresztény irodalomról. |

## A későbbi latin nyelvű irodalom
| A latin nyelvű irodalom nem pusztult el a Római Birodalommal együtt, hanem tovább élt. A 6. században kezdődő korszakát a középkori latin irodalom szócikk tárgyalja. Megjegyzendő, hogy Boethiust (~480–524) és Cassiodorust (487–583) az ókori latin irodalom utolsó nagy alakjaiként szokták számontartani az irodalomtörténetek, e szócikk azonban – következetességből – a középkori írók közé sorozza őket. |

## Egyéb kérdések

### A római irodalmi művek szöveghagyományozása
A tíz római irodalmi korszak irodalmi tevékenységének pusztán töredéke maradt fenn. A mintegy 800, név szerint ismert alkotó közöl csak mintegy egyötödének maradt fenn teljes műve, körülbelül a felétől ismerünk töredékeket a többi csupán üres név. Elvesztek olyan híres munkák, mint Ennius Annalese, Idősebb Cato Originese, Lucilius szatírái, Cicero Hortensiusa, Ovidius Médeia című műve, Cornelius Gallus elégiái stb. Nem csupán egyes művek, hanem egész műfajok is elvesztek, például a fabula praetextata és fabula togata (római tárgyú tragédia és komédia), a teljes archaikus tragédiatermés, az Atellena, a mimus, az egész görög és latin nyelven írott annalista történetírás, Catullus kivételével a teljes neoterikus költészet stb. Az elveszés természetes okai közül az első, hogy az újabb, jobban sikerült munkák háttérbe szorították a régebbieket, különösen akkor, ha az iskolai használatból is kiszorították őket. Ilyenkor a műveket már nem másolták le újra, s a meglévő példányok könnyen elkallódtak, tönkrementek. Kiváltképp a tekercs alak volt sérülékeny, ugyanis vagy a vége, vagy az eleje könnyen leszakadt.
Amikor a 4. században a tekercsről áttértek a kódexformára, csakis azoknak a munkáknak volt esélyük a fennmaradásra, amelyeket kódexbe másoltak át. Ezek leggyakrabban azok voltak, amelyek kvalitásaik okán az iskolai tananyag szerves részévé tudtak válni, esetleg azok, amelyek megléte a gyakorlati élet szempontjából fontos volt: mezőgazdasági, orvosi stb. szakkönyvek. Szintén az elveszés természetes oka, hogy a 4. századtól bizonyos terjedelmes munkákból kivonatokat, epitomékat készítettek, s azután ezeket a jóval rövidebb munkákat másolták tovább. Az eredeti mű lassan háttérbe szorult, egyes tekercsei, vagy akár az egész elkallódott. A tekercsforma másik nagy hátránya volt ugyanis, hogy a hosszabb, nagyobb lélegzetű munkákat több tekercsre másolták (egyre 1000-1500 sort írtak), s ezek könnyen szétszóródtak. Livius 142 tekercsből álló hatalmas életművéből már az 1. század végén kivonatok készültek, feltehetőleg ez az oka, hogy az eredetiből ma mindössze 35 tekercsnyit ismerünk. Verrius Flaccus óriási szótárából készített kivonatoknak csak további kivonatai maradtak fenn.
A természetes okok közé sorolható a papír- és pergamenhiány. Az ókorban ezek az anyagok igen drágák voltak, ezért sokszor a már meglévő írásokról kaparták le a régebbi munkákat, s az így nyert tiszta lapokat új művekhez használták fel. A lekaparás sokszor tökéletlen volt, így a modern technika segítségével az eredeti szöveg elolvasható. Az ilyen kódexeket nevezzük palimpszeszt kódexnek, igen sok antik mű (például Cicero De republicája, Fronto levelei) csak ilyen formában maradr fenn. A későbbi keresztény másolók nem csupán pogány szövegeket töröltek le, hanem keresztényeket is, például Szent Ágoston vagy Lactantius szövegeit, hogy leírhassák Nagy Szent Gergely szövegeit. Az elvesztés általános okaként megemlíthető az antik műveltség lehanyatlása, a népvándorlás viharai: feldúlták, felgyújtották vagy kirablták a könyvtárakat, a félig kész kódexeket eladták makulatúrának, azaz csomagolóanyagnak.
Annak ellenére, hogy a keresztény egyháznak hatalmas szerepe volt a római, elsősorban természetesen a keresztény jellegű irodalom megmentésében, bizonyos szerepet játszott a pogány irodalom munkáinak elvesztésében. Ugyan a keresztények kezdetben nem olvasták a pogány szerzők munkáit, általában nem voltak ellenségei az antik kultúrának. Az első nagy keresztény alkotók, mint Tertullianus, Minucius Felix stb. kimondottan komoly pogány műveltséggel rendelkeztek. Cassiodorushoz hasonlóan komoly könyvtára volt Szent Jeromosnak, aki azonban óva intette Eustochiumot a pogány szerzők munkáinak olvasásától. Ritka volt az olyan kirívó eset, amikor a pogány irodalommal szemben kifejezett ellenségesség nyilvánult meg: például Theophilosz pátriárkának is része volt 391-ben az alexandriai Serapeum lerombolásában, amely egyben hatalmas könyvtár is volt. Nagy Szent Gergely határozottan elutasította a pogány kultúrát.
A miértre, hogy miért pont a ma ismert munkák maradtak fenn, több ok is felsorolható. Könnyen fennmaradtak az iskolákban folyamatosan oktatott művek, mivel állandóan másolták őket. Ugyanígy könnyen fennmaradtak a mindennapi élethez okvetlenül szükséges szakmunkák is, mivel földet művelni, gyógyítani stb. mindig kellett. Egyes munkák fennmaradásában a lokálpatriotizmus is szerepet játszott: például 965-ben Ratherius püspök egy Catullus-kódexre bukkant Veronában, a költő szülővárosában; később erről a kódexről másolták a további példányokat. További szempont volt, hogy egyes pogány alkotókat kereszténynek értelmeztek, Szent Jeromos például Hírneves férfiak című irodalomtörténetében Senecát is tárgyalta, mivel szerinte levelezett Szent Pállal (noha a valóságban természetesen nem); Vergilius negyedik eklogáját pedig más Nagy Konstantin idejében Krisztusra vonatkoztatták.
Egyes alkotókat morális szempontból tartottak követendőnek, például Horatiust gyakran így idézték a középkorban: a Moralista ezt és ezt mondja. Ugyanez Ciceróról is elmondható, akinek mint filozófusnak volt óriási tekintélye a keresztény írók előtt, például Minucius Felixnél, Lactantiusnál stb. Fennmaradtak olyan munkák is, amelyek megléte nem indokolható a fenti okok egyikével sem, például Ovidius A szerelem művészete című szabados tankölteménye, Petronius meglehetősen trágár részletekkel tarkított Satyriconja (illetve ebből egy komoly, önálló töredék), Lucretiusnak A természetről című, az epikureizmust az egyetlen igaz tannak lefestő műve stb. E munkák fennmaradása csak azzal magyarázható, hogy az egyháziak közt léteznie kellett egy, a háttérben csendesen meghúzódó, „világias” irányzatnak, amelynek képviselői még a 7-8. században is olvasták és másolták e munkákat. E csoportok területenként váltakozó intenzitással működtek, Írország kolostorai például jó kapcsolatban álltak a keleti görög területekkel is, így mind a görög, mind a római kultúra kincseit megőrizték még a népvándorlás századaiban is. Tevékenységüket még a 450 körüli angolszász betörés sem zavarta meg, a kolostorok mint az antik tudományosság centrumai működtek tovább. Miután a 7. században az ír kolostorok megtérítették az angolszászokat, Anglia is a klasszikus kultúra őrévé vált. Nagy Károly udvara már tudatosan gyűjtötte az antik irodalom emlékeit, de Lupus de Ferrières apát még ebben az időszakban is angol kolostorokból kért sértetlen példányokat, hogy saját csonka kódexeit kiegészíthesse.

### A római irodalomtörténet forrásai
A római irodalomtörténet forrásai mindenekelőtt maguk a fennmaradt művek. Ezek nyelvi, stilisztikai, tartalmi stb. vizsgálata megvilágítja a szerző társadalmi helyzetét, művészi szándékát, stílusa jellegzetességeit stb. Kiemelkedően fontos segédanyag az egyes antik szerzőkm életéhez a róluk fennmaradt életrajzok, az úgynevezett vita-k. Az antik irodalomtudomány fennmaradt értékelései további segítséget jelentenek, így például Cicero Brutus című munkájában áttekinti a római retorika, egyben a római prózairodalom történetét, Quintilianus Szónoklattan című munkája 10. fejezetében a görög-római irodalomról nyújt áttekintő értékelést. Ugyanezt teszi Szent Jeromos Hírneves férfiakról című munkájában. Az antik alkotások értelmezéséhez a fennmaradt kommentárok is sok segítséget nyújtanak, például Porphyrio, majd az úgynevezett Pseudo-Acro kommentárja Horatiushoz, Donatusé Terentius és Serviusé Vergilius műveihet, valamint Lactantius Placidus Statius Thebais című eposzához írott kommentárja. Ezeket kiegészítik az antik scholionok, azaz magyarázó megjegyzések. A római irodalomtörténet fontos forrásai a töredékek is, azaz idézetek olyan munkákból, amelyek teljes egészükben nem maradtak ránk. Cicero idézetek formájában sok részletet megőrzött Ennius Annaleséből, Gellius igen sok elveszett munkájából stb. A töredékek igazi kincsesbányáját az antik grammatikák és retorikák nyújtják: a Rhetorica ad Herennium hosszú részleteket tartott fenn Ennius és Pacuvius elveszett tragédiáiból. Egy alkotó utóéletéről nem elhanyagolható információkat közölhetnek a feliratok és sírversek, amelyeknek olykor szövegkritikai értéke is van, például Vergilius és Catullus esetében. Értékes adalékokat szolgáltathatnak elveszett római alkotásokhoz a papirusztöredékek. Így kerültek előú Livius-kivonatok, illetve Gallus-töredékek.

## Római irodalom magyar nyelven
- Igen sok ókori latin irodalmi művet lefordítottak az idők során magyar nyelvre: több XIX. századi fordítás után a XX. század második felében, illetve az elmúlt néhány évben kerültek ki komoly alkotások a fordítók kezei közül, ezeket alább tárgykör szerint és időrendi sorrendben találja az olvasó. Jelentős bibliográfiát talál az érdeklődő a  lapon is.

| A késő ókori keresztény latin irodalom képviselőinek magyarra fordított műveit az ókeresztény irodalom szócikk alja tartalmazza. |

### Gyűjteményes művek
- Görög-római történeti szöveggyűjtemény (szerk.: Németh György), Budapest, Osiris Kiadó, 2011
- Római történeti chrestomathia (szerk. Marót Károly), Nemzeti Tankönyvkiadó Rt., Budapest, 1997, ISBN 963-18-7716-7, 287 p
- Római történetírók (A világirodalom klasszikusai sorozat), Európa Könyvkiadó, Budapest, 1986, ISBN 963-07-3750-7, 797 p
- Római költők antológiája, Európa Könyvkiadó, Budapest, 1963, 561 p
- Késő római szöveggyűjtemény. Szerkesztők: Székely Melinda – Illés Imre Áron. JATE-Press, 2013. ISBN 978963315124 2 Online változat
- Korai földrajzi szerzők – A római hódítás kora (Kr. u. 54-ig) (Az ókori Pannonia történetének forrásai I.), Károli Egyetemi Kiadó, Budapest, 2003, ISBN 963-8-392-61-4

### Sorozatok
- Európa Könyvkiadó: Az ókori irodalom kiskönyvtára sorozat → a sorozat latin írók műveit tartalmazó kötetei az egyes témaköröknél találhatóak
- Európa Könyvkiadó: Bibliotheca Classica sorozat → a sorozat latin írók műveit tartalmazó kötetei az egyes témaköröknél találhatóak
- Akadémiai Kiadó: Görög és latin írók → a sorozat latin írók műveit tartalmazó kötetei az egyes témaköröknél találhatóak

### Költészet
- Caius Valerius Catullus minden verse (ford. Devecseri Gábor), Móra Ferenc Ifjúsági Könyvkiadó Rt., Budapest, 2000, ISBN 963-11-7535-9, 197 p
- Vergilius összes művei (ford. Lakatos István, Szabó Kálmán), Magyar Helikon, 1967, Budapest, 558 p
- Horatius összes művei (ford. Bede Anna), Európa Könyvkiadó, Budapest, 1989, ISBN 9630748754, 352 p
- Tibullus és Propertius összes költeményei (ford. Horváth István Károly, Bibliotheca Classica sorozat), Magyar Helikon, Budapest, 1976, ISBN 963-207-051-8, 384 p
- Publius Ovidius Naso: Szerelmek (ford. Gaál László), Akadémiai Kiadó, Budapest, 1961, 176 p
- Publius Ovidius Naso: A szerelem művészete / A szerelem orvosságai (ford. Bede Anna – Szathmáry Lajos), Európa Könyvkiadó–Helikon Kiadó, Budapest, ISBN 963-207-833-0, 124 p
- P. Ovidi nasonis fastorum libri sex – Ovidius római naptár, Akadémiai Kiadó, Budapest, 1954, 340 p
- Publius Ovidius Naso: A női arc ápolása (ford. Gloviczki Z.) IN: HOLMI, 1996, 8. évfolyam, 8. szám, 1118–1120. o.
- Ovidius: Átváltozások (ford. Devecseri Gábor, Bibliotheca Classica sorozat), Európa Könyvkiadó, Budapest, 1982, ISBN 963-07-2452-9, 538 p
- Phaedrus: Mesék (ford. Terényi István), Európa Könyvkiadó, Budapest, 1961, 148 p
- Persius és Iuvenalis: Szatírák (ford. Muraközy Gyula), Európa Könyvkiadó, Budapest, 1977, ISBN 963-07-1176-1, 238 p
- Marcus Annaleus Lucanus Pharsáliája vagyis a polgárháboru tíz könyvben műfordítás latinból (ford. Laky Demeter), Pest, Ráth Mór kiadása, 1867 
– Hasonmás kiadás: Históriaantik Könyvesház Bt., 2013, ID 2050000025723, 271 p
- Argonauticon – Cajus Valerius Flaccus hőskölteménye nyolc énekben (ford. Fábián Gábor), Pest, Aigner Lajos kiadása, 1873 
– Hasonmás kiadás: Históriaantik Könyvesház Bt., 2013, ID 2050000025495, 246 p
- Martialis: Válogatott epigrammák – Electa epigrammata (több fordítóval), Magyar Könyvklub, Budapest, 2001, ISBN 9635475322, 248 p
- Publius Papinus Statius: Erdők (latinul és magyarul, ford. Muraközy Gyula), Akadémiai Kiadó, Budapest, 1979, ISBN 963-05-1370-6, 397 p
- Claudianus versei (ford. Mezei Balázs, Az ókori irodalom kiskönyvtára sorozat). Európa Könyvkiadó, Budapest, 1988,  helytelen ISBN kód: 9630745710 , 348 p Online részletek.

### Regényirodalom
- Apuleius: Az aranyszamár (ford. Révay József, Bibliotheca Classica sorozat), Magyar Helikon, 1971, 265 p

### Dráma
- Plautus vígjátékai I–II. (ford. Devecseri Gábor), Magyar Helikon, Budapest, 1977, ISBN 9632073525, 1211 p
- Terentius: Az élősdi (ford. Maróti Egon), Akadémiai Kiadó, Budapest, 1961, 239 p
- Seneca drámái (több fordítóval), Szenzár Kiadó, Budapest, 2006, ISBN 9789637014161, 540 p

### Szónoklattan, beszédek
- Marcus Tullius Cicero: Cicero összes retorikaelméleti művei (több fordítóval), Kalligram Könyvkiadó, 2012, ISBN 9788081016172, 752 p
- Marcus Tullius Cicero: Philippicák Marcus Antonius ellen (ford. Maróti Egon), Európa Könyvkiadó, 1990, ISBN 963-07-5048-1, 360 p
- Marcus Tullius Cicero összes perbeszédei (ford. Nótári Tamás), Lectum Kiadó, 2010, ISBN 9789639640313, 1276 p
- Marcus Tullius Cicero: Válogatott vádbeszédek (ford. Nótári Tamás), Lectum Kiadó, Szeged, 2010, ISBN 978-963-9640-26-9, 409 p
- Marcus Tullius Cicero: Válogatott védőbeszédek I. (ford. Nótári Tamás), Lectum Kiadó, Szeged, 2010, ISBN 9789639640252, 222 p
- Marcus Tullius Cicero: Válogatott védőbeszédek II. (ford. Nótári Tamás), Lectum Kiadó, Szeged, 2010, ISBN 9789639640238, 482 p
- Cornificius: A szónoki mesterség – A C. Herenniusnak ajánlott retorika, Magyar Könyvklub, 2001, ISBN 963547296X, 172 p
- Marcus Fabius Quintilianus: Szónoklattan (több fordítóval), Pesti Kalligram Kft., 2009, ISBN 9788081010583, 860 p
- Cajus Plinius Secundus: Panegyricus – Traianus császár dicsőítése (ford. Hoffmann Zsuzsanna), Lectum Kiadó, Szeged, 2006, ISBN 9789639640054, 178 p

### Levélirodalom
- Cicero összes levelei I–VII. (ford. Fábián Gábor), Pest, 1861–1864
- Publius Ovidius Naso: Levelek Pontusból (ford. Kartal Zsuzsa), Európa Könyvkiadó, Budapest, 1991, ISBN 963-07-5185-2, 177 p
- Publius Ovidius Naso: Hősnők levelei (ford. Muraközy Gyula), Helikon Kiadó, Budapest, 1985, ISBN 963-207-764-4, 188 p
- Publius Ovidius Naso: Keservek –Tristia (több fordítóval), Magyar Könyvklub, Budapest, 2002, ISBN 963-547-761-9, 189 p
- Ifjabb Plinius: Levelek (több fordítóval), Európa Könyvkiadó, Budapest, 1981, ISBN 9630723778, 421 p

### Filozófia
- Marcus Tullius Cicero: A legfőbb jóról és rosszról (ford. Vekerdi József), Kairosz Kiadó, Budapest, 2007, ISBN 9789636620714, 368 p
- Marcus Tullius Cicero: A törvények (ford. Simon Attila), Gondolat Kiadói Kör, 2008, ISBN 9789636930349, 128 p
- Marcus Tullius Cicero: Az állam (ford. Havas László, Hamza Gábor), Akadémiai Kiadó, Budapest, 2002, ISBN 963-05-7938-3, 218 p
- Marcus Tullius Cicero: Az öregségről – A barátságról (ford. Szabó György), Kriterion Kiadó, Bukarest, 1987, ISBN 963-07-4362-0, 150 p
- Marcus Tullius Cicero: Az istenek természete (ford. Havas László), Helikon Kiadó, Budapest, 1985, ISBN 9632074858, 249 p
- Titus Lucretius Carus: A természetről (ford. Tóth Béla), Alföldi Magvető, Debrecen, 1957, 238 p
- Seneca prózai művei I. (több fordítóval), Szenzár Kiadó, Budapest, 2002, ISBN 978-963-86151-9-0, 742 p
- Seneca prózai művei II. (több fordítóval), Szenzár Kiadó, Budapest, 2004, ISBN 978-963-86369-6-6, 849 p
- Apuleius: A világról – Szónoki és filozófiai művek (több fordítóval), Magyar Könyvklub, Budapest, 2003, ISBN 963-547-847-X, 346 p
  - (Marcus Aurelius császár elmélkedéseit görög nyelven írta, így az az Ókori görög irodalom szócikk tárgykörébe tartozik.)

### Történetírás
- Iulius Caesar feljegyzései (ford. Szepessy Tibor, Ürögdi György), Magyar Helikon, Budapest, 1974, ISBN 963-207-104-2, 446 p
- Cornelius Nepos: Híres férfiak (ford. Havas László), Európa könyvkiadó, Budapest, 1984, ISBN 963-073-608-X, 254 p
- C. Sallustius Crispus összes művei (szerk.: Zsolt Angéla), Budapest, 1978, Magyar Helikon, ISBN 963-207-277-4, 216 p
- Titus Livius: A római nép története a város alapításától 1–7. (ford. Muraközy Gyula, Kis Ferencné), Európa Kiadó, Budapest, 1963–1976, ISBN 963-07-0832-9, 3024 p Online elérhetőség
- Velleius Paterculus: Róma története (ford.: Hoffmann Zsuzsa), Lectum Kiadó, Szeged, 2007, ISBN 9789639640092, 198 pű
- Q. Curtius Rufus: A makedón Nagy Sándor története, Szukits Könyvkiadó, Szeged, 2003, ISBN 963-9441-69-4, 342 p. Online elérhetőség
- Tacitus összes művei I–II. (ford. Borzsák István), Európa Kiadó, Budapest, 1980, ISBN 963-07-1559-7, 1085 p
- Suetonius összes művei (ford. Kopeczky Rita), Osiris Kiadó, Budapest, 2004,  helytelen ISBN kód: 9633892609 , 618 p
- Lucius Annaeus Florus: Róma háborúi, Európa Könyvkiadó, Budapest, 1979, ISBN 963-07-1881-2, 247 p
- Világkrónika a kezdetektől Augustusig (Fülöp királynak és utódainak története) – Marcus Iunianus Iustinus kivonata Pompeius Trogus művéből (ford. Horváth János), Helikon Kiadó, 1992, ISBN 9632080564, 436 p
- Eutropius: Róma rövid története. Helikon Kiadó, 2003. Fordította Teravágimov Péter. Utószót írta Ferenci Attila., ISBN 9799632088364, 120 p
- Ammianus Marcellinus: Róma története, ford.: Szepesy Gyula. [A jegyzeteket és az utószót Adamik Tamás írta] Európa Könyvkiadó. Budapest, 1993. ISBN 963-07-5551-3 Egyes részletek online is megtalálhatók
- Historia augusta: Császárok története. A bevezető tanulmányt írta Havas László. Sajtó alá rend. Burai Erzsébet et al. A jegyzeteket készítette Takács Levente. Debrecen: Multiplex Media. 2003.   49. o. ISBN 963-210-298-3

### Mezőgazdaság
- M. Porcius Cato: A földművelésről (latinul és magyarul) fordította Kun József, Akadémiai Kiadó, 1966, 321 p
- M. Terentius Varro: A mezőgazdaságról (latinul és magyarul fordította Kun József), Akadémiai Kiadó, 1971, 520 p
- Lucius Iunius Moderatus Columella: A mezőgazdaságról (ford. Hoffmann Zsuzsanna), Lectum Kiadó, 2005, ISBN 978-963-86649-8-3, 489 p

### Természettudományok
- Idősebb Plinius: Természetrajz (33–37. könyv): Az ásványokról és a művészetekről, 2001, Enciklopédia kiadó, ISBN 963 8477 57 1, 438 p
- C. Plinius Secundus: A természet históriája – A növényekről, Natura Könyvkiadó Vállalat, Budapest, 1987, ISBN 963-233-117-6, 194 p
- Idősebb Plinius: A rómaiak vallási szokásairól. (Naturalis Historia, 28:1–39) IN: A Vallástudományi Szemle 2007/2, 209–224. o.
- Cajus Plinius Secundus: Természetrajz (VII–VIII.), Pesti Kalligram Kft., 2014, ISBN 9786155454387, 424 p
- C. Plinius Secundus: Naturalis Historia Természetrajz (XIV–XVIII), JATEPress, 2009, ISBN 9789634829416, 224 p

### Egyéb
- Cato – Publilius Syrus: Latin mondások (ford. Nagyillés János), Lazi Kiadó, Szeged, 2001, ISBN 9639227811, 150 p
- Quintus Tullius Cicero: Hogyan nyerjük meg a választásokat? (A hivatalra pályázók kézikönyve), Lectum Kiadó, 2006, ISBN 9639640034, 155 p
- Ford.: Gulyás Dénes: Vitruvius Tíz könyv az építészetről, Budapest, 1988. Képzőművészeti Kiadó V. (Benn bevezető tanulmány: Hajnóczi Gábor/A kétezer éves Vitruvius 1986. okt.), ISBN 963-336-159-1
- Orlovszky Géza (szerkesztő): Apicius: De re coquinaria – Szakácskönyv a római korból. Enciklopédia Kiadó, Budapest, 2003, ISBN 9789638477743
- Aulus Gellius: Attikai éjszakák. Latinul és magyarul. (ford.: Barcza József és Soós József.) I–II. köt. Bp. 1905., 336 p 
– Hasonmás kiadás: Históriaantik Könyvesház Kiadó, 2013, 336 p
- Censorius: A születésnap, Attraktor Könyvkiadó Kft., 2014, ISBN 9786155257612, 252 p

## Magyar nyelvű összefoglalók
- Szerelemhegyi Tivadar: A római nemzeti irodalom története – A gymnasiumok felsőbb osztályai számára Teuffel és Bender nyomán, Budapest, 1886
- Wilkins A. S.: A római irodalom története, Athenaeum Irodalmi és Nyomdai R. T., Budapest, 1896, 103 p
- (szerk.) Wagner József: Római régiségek és a római irodalomtörténet vázlata – A tanuló ifjuság használatára, Lampel Róbert (Wodianer F. és Fiai) R.T. Könyvkiadóvállalata, Budapest, 1898, 209 p
- Márton Jenő: A római nemzeti irodalom története, Stampfel-féle Könyvkiadóhivatal, Budapest, 1899, 72 p
- Occioni Onorato: A latin irodalom története (ford. Dr. Kiss Ernő), Franklin-Társulat Magyar Irod. Intézet és Könyvnyomda, Budapest, 1899, 412 p
- Sebestyén Károly: A római irodalom története – szemelvényekkel magyar írók latin műfordításaiból, Lampel Róbert (Wodianer F. és Fiai) Cs. és Kir. Udvari Könyvkereskedés Kiadása, 1902, 193 p
- Leffler Sámuel: Római irodalomtörténet – A középiskolák felsőbb osztályai számára és a művelt közönség használatára, Lampel Róbert (Wodianer F. és Fiai) Cs. és Kir. könyvkereskedése, Budapest, 1903, 232 p
- Falus Róbert: A római irodalom története, Gondolat Kiadó, 1970, 506 p
- Pierre Grimal:  A latin irodalom története, Akadémiai Kiadó, 1992, ISBN 9630563312, 100 p
- Michael von Albrecht: A római irodalom története I.–II. (ford. Tar Ibolya). Budapest: Balassi Kiadó. 2003–2004.  ISBN 963 506 523 X  és ISBN 9635065744
- Adamik Tamás: Római irodalom: A kezdetektől a nyugatrómai birodalom bukásáig. Budapest: Pesti Kalligram Kft. 2009.  ISBN 9788081012266
- Acél Zsolt: A látható könyvtár. A palatiumi Apollo-könyvtár és a római irodalmi élet; Gondolat, Bp., 2018 (Electa)

- Wilkins A. S.: A római irodalom története
- Wagner József: Római régiségek és a római irodalomtörténet vázlata – A tanulóifjuság használatára